# Emmy Noether
Amalie Emmy Noether (US: /ˈnʌtər/, UK: /ˈnɜːtə/ NUR-tər; tiếng Đức: [ˈnøːtɐ]; 23 tháng 3 năm 1882 – 14 tháng 4 năm 1935) là một nhà toán học người Đức nổi tiếng vì những đóng góp nền tảng và đột phá trong lĩnh vực đại số trừu tượng và vật lý lý thuyết. Được Pavel Alexandrov, Albert Einstein, Jean Dieudonné, Hermann Weyl, Norbert Wiener và những người khác miêu tả là một trong những nhà toán học quan trọng nhất trong lịch sử toán học, bà đã làm nên cuộc cách mạng trong lý thuyết vành, trường, và đại số trên một trường. Trong vật lý học, định lý Noether giải thích mối liên hệ sâu sắc giữa tính đối xứng và các định luật bảo toàn.
Bà sinh ra trong một gia đình người Do Thái ở thị trấn Erlangen vùng Bavaria; cha bà là nhà toán học Max Noether. Emmy lúc đầu định theo nghề dạy học tiếng Pháp và tiếng Anh sau khi thi đỗ kỳ thi tuyển, nhưng bà đã chuyển sang nghiên cứu toán ở Đại học Erlangen nơi cha bà đang giảng dạy. Sau khi hoàn thành luận án vào năm 1907 dưới sự hướng dẫn của giáo sư Paul Gordan, bà làm việc không lương tại Viện Toán học Erlangen trong vòng 7 năm (ở thời điểm đó phụ nữ không được chấp thuận bất kỳ một vị trí hàn lâm nào). Năm 1915, nhà toán học David Hilbert và Felix Klein đã mời bà gia nhập khoa Toán ở trường Đại học Göttingen, một trung tâm nghiên cứu toán học nổi tiếng thế giới. Tuy vậy, những người trong khoa Triết học đã phản đối mạnh, bà buộc phải giảng dạy tại trường bốn năm dưới tên của giáo sư Hilbert. Chức danh habilitation của bà được chấp nhận vào năm 1919, cho phép bà có học vị Privatdozent.
Noether là một trong các thành viên hàng đầu của khoa toán Đại học Göttingen cho tới năm 1933; trong giai đoạn này các sinh viên của bà được gọi là "các chàng trai Noether". Năm 1924, nhà toán học Hà Lan B. L. van der Waerden gia nhập nhóm của bà và sớm trở thành chuyên gia hàng đầu giải thích và truyền bá các ý tưởng của Noether: nghiên cứu của bà là cơ sở cho tập hai của cuốn sách có ảnh hưởng của ông viết năm 1931, Moderne Algebra. Trong thời gian diễn ra phiên họp toàn thể của Đại hội các nhà toán học quốc tế năm 1932 ở Zürich, các công trình về đại số của bà đã được thế giới công nhận. Năm sau, chính phủ Đức Quốc xã ra lệnh cho thôi mọi chức vụ đại học đối với người Do Thái ở Đức, do vậy Noether đã phải chuyển đến Hoa Kỳ để giảng dạy tại Bryn Mawr College bang Pennsylvania. Năm 1935, bà trải qua một cuộc phẫu thuật vì u nang buồng trứng và tuy có dấu hiệu bình phục, bà đã qua đời bốn ngày sau đó ở tuổi 53.
Các công trình toán học của Noether được chia thành ba "kỷ nguyên" chính. Trong giai đoạn đầu (1908–1919), bà có những đóng góp quan trọng cho lý thuyết các bất biến đại số và trường số. Nghiên cứu về bất biến vi phân trong phép tính biến phân, hay định lý Noether, đã trở thành "một trong những định lý toán học quan trọng nhất từng được chứng minh giúp thúc đẩy sự phát triển của vật lý hiện đại". Trong kỷ nguyên thứ hai (1920–1926), bà bắt đầu công trình mà "thay đổi bộ mặt của đại số [trừu tượng]". Trong bài báo Idealtheorie in Ringbereichen (Lý thuyết các iđêan trong miền vành, 1921) Noether phát triển lý thuyết iđêan trong vành giao hoán trở thành một công cụ mạnh với ứng dụng rộng rãi trên nhiều lĩnh vực. Bà sử dụng một cách thanh thoát điều kiện dây chuyền tăng dần, và các đối tượng thỏa mãn chúng được mang tên Noetherian để vinh danh bà. Trong kỷ nguyên thứ ba (1927–1935), bà công bố chủ yếu các công trình trong đại số không giao hoán và số siêu phức cũng như thống nhất lý thuyết biểu diễn nhóm với lý thuyết mô đun và iđêan. Ngoài chính các bài viết của bà, Noether còn có nhiều ý tưởng khác và những ý tưởng này được công nhận trong một vài lĩnh vực nghiên cứu bởi các nhà toán học khác, ngay cả trong lĩnh vực không có liên quan gì tới các công trình của bà, như tô pô đại số.

## Tiểu sử

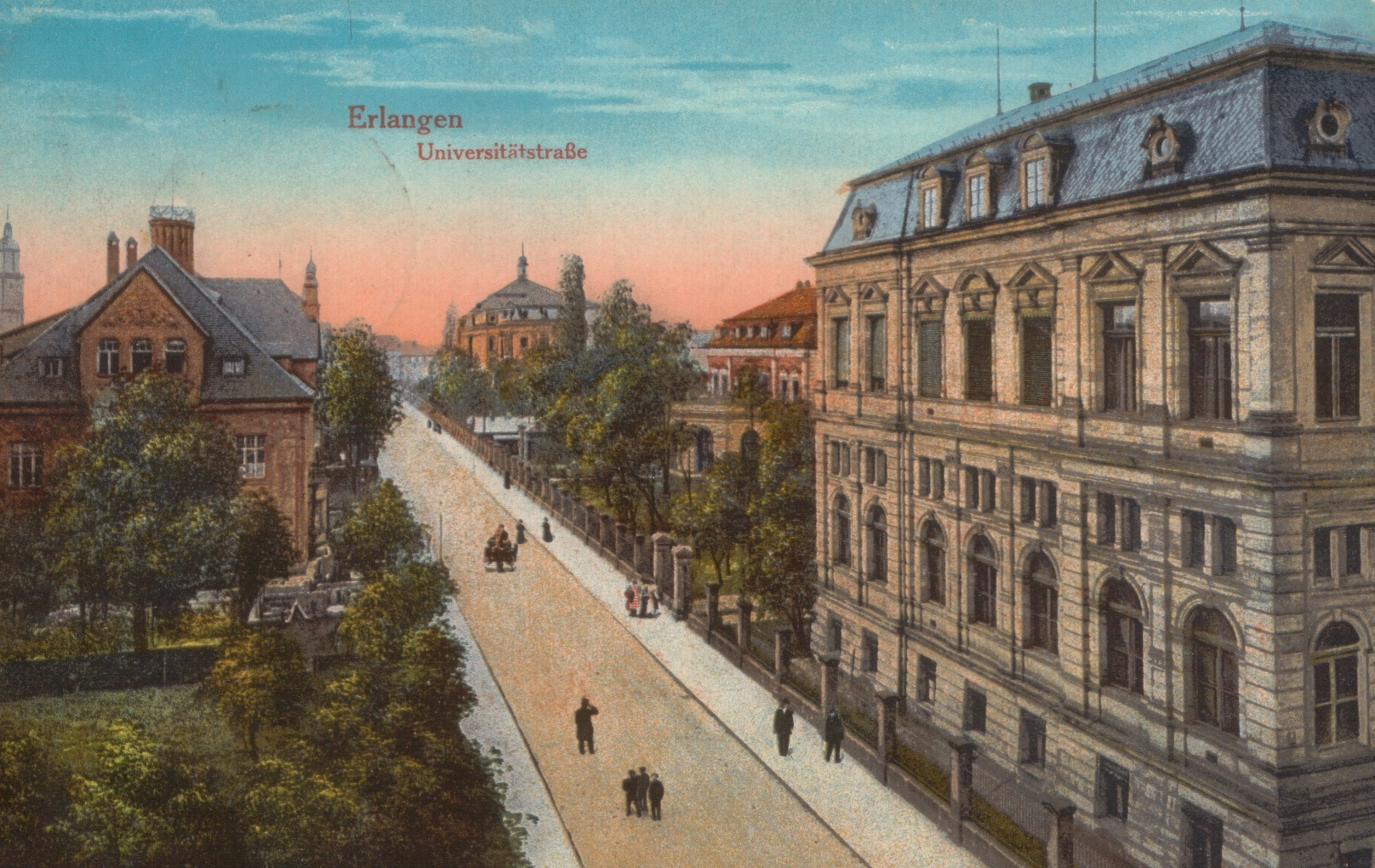
Noether lớn lên ở thành phố Erlangen thuộc Bayern, phác họa trong ảnh bưu thiếp năm 1916.

Bố của Emmy, Max Noether, có dòng dõi từ gia đình thương gia ở Đức. Ông mắc chứng bại liệt lúc 14 tuổi. Sau này ông có thể đi lại được nhưng với một chân vẫn bị ảnh hưởng. Chủ yếu tự học, năm 1868 ông nhận bằng tiến sĩ tại Đại học Heidelberg. Sau khi giảng dạy ở đây trong 7 năm, ông đảm nhiệm một vị trí trong thành phố Erlangen, nơi ông gặp và cưới Ida Amalia Kaufmann, con gái của một thương nhân giàu có. Đóng góp toán học của Max Noether phần lớn trong lĩnh vực hình học đại số, tiếp bước trên những công trình của Alfred Clebsch. Ông nổi tiếng với các kết quả như định lý Brill–Noether hay định lý AF+BG; một số định lý khác cũng gắn liền với tên tuổi của ông, chẳng hạn như các định lý Max Noether.
Emmy Noether sinh ngày 23 tháng 3 năm 1882, là chị cả trong bốn người con. Tên gọi thứ nhất của bà là "Amalie", giống với tên của mẹ và bà ngoại, nhưng bà đã chuyển sang dùng tên đệm từ lúc còn trẻ. Là một thiếu nữ, bà được khá nhiều sự quan tâm. Bà không nổi bật hẳn trong học tập mặc dù bà là người thông minh và thân thiện. Emmy bị cận thị và nói một chút ngọng ngịu lúc thiếu niên. Một người bạn của gia đình nhớ lại câu chuyện nhiều năm sau đó về bé Emmy nhanh chóng giải được câu đố của giáo viên ở một bữa tiệc cho thiếu nhi, cho thấy sự nhạy bén trong tư duy logic của bà lúc còn trẻ. Emmy cũng học nấu ăn và dọn dẹp, như đa số con gái thời đó, và bà còn học chơi piano. Bà không thích thú lắm với những hoạt động này, mặc dù bà khá yêu thích các điệu nhảy.
Dưới bà là ba người em trai. Người lớn nhất, Alfred, sinh năm 1883, nhận bằng tiến sĩ hóa học ở Erlangen năm 1909, nhưng ông đã mất chín năm sau đó. Fritz Noether, sinh năm 1884, được nhớ tới với các thành tựu trong nghiên cứu toán học, sau khi học ở Munich ông thực hiện nghiên cứu trong lĩnh vực toán học ứng dụng. Người em út, Gustav Robert, sinh năm 1889, ông bị ốm và qua đời năm 1928.

### Đại học Erlangen

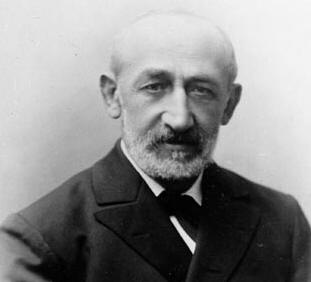
Thầy hướng dẫn luận án tiến sĩ của Noether, Paul Gordan, với chủ đề về những bất biến của các dạng trùng phương.

Emmy Noether sớm bộc lộ khả năng học giỏi môn tiếng Anh và tiếng Pháp. Mùa xuân năm 1900 bà tham dự kỳ thi kiểm tra đối với giáo viên dạy các thứ tiếng này và nhận được điểm tốt ở kết quả đánh giá. Thời này, ở trường học cho phép các giáo viên nữ có thể dạy ngoại ngữ, nhưng cuối cùng bà lại chọn tiếp tục nghiên cứu tại Đại học Erlangen.
Đây là một quyết định bất thường; hai năm trước đó, Ủy ban giáo dục các trường học quyết định cho phép giáo dục cả nam và nữ lẫn nhau và "làm thay đổi hoàn toàn trật tự trong giới giáo dục hàn lâm". Là một trong hai học sinh nữ trong số 986 học sinh, Noether chỉ được phép học ở một số lớp nhất định hơn là tham gia đầy đủ vào mọi môn học, và ở lớp mà bà muốn tham dự cần có sự cho phép của thầy giáo sẽ giảng dạy tại lớp đó. Mặc dù với những cản trở như thế, bà thi đỗ kỳ thi tốt nghiệp ngày 14 tháng 7 năm 1903 ở trường phổ thông tại Nuremberg.
Trong năm học 1903–1904, bà học tại Đại học Göttingen, tham dự các bài giảng của nhà thiên văn học Karl Schwarzschild và các nhà toán học Hermann Minkowski, Otto Blumenthal, Felix Klein, và David Hilbert. Ngay sau đó, sự giới hạn phụ nữ tham gia ở trường đại học này đã được hủy bỏ hoàn toàn.
Noether trở lại Erlangen. Bà chính thức quay lại học đại học vào ngày 24 tháng 10 năm 1904 với quyết định tập trung vào nghiên cứu toán học. Dưới sự hướng dẫn của Paul Gordan bà viết luận án, Über die Bildung des Formensystems der ternären biquadratischen Form (Về các hệ bất biến đầy đủ của những dạng trùng phương ba biến, 1907). Mặc dù luận án này được đánh giá cao, Noether sau này nhớ lại và miêu tả luận án là một "mớ tào lao".
Trong bảy năm tiếp theo (1908–1915) bà giảng dạy tại Viện toán học Đại học Erlangen mà không có lương, và thường đảm nhiệm thay thế cho bố bà khi ông quá ốm để đứng giảng. Năm 1910 và 1911 bà công bố nghiên cứu mở rộng luận án từ ba biến thành n biến số.

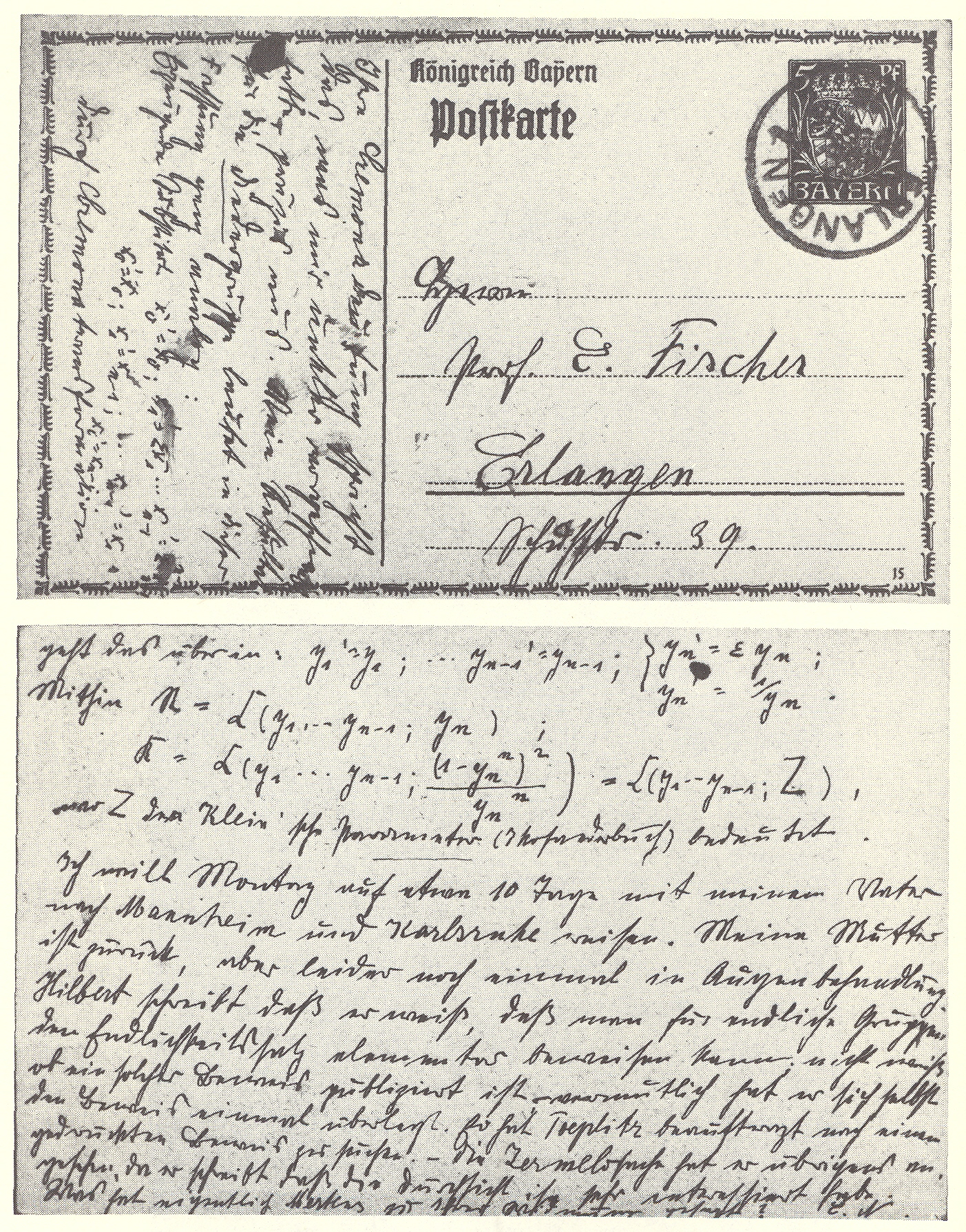
Noether đôi khi viết lên bì thư nội dung trao đổi về đại số trừu tượng với đồng nghiệp Ernst Fischer. Bưu thư này đề ngày 10 tháng 4 năm 1915.

Gordan nghỉ hưu vào mùa xuân năm 1910 nhưng ông tiếp tục giảng dạy cùng với người kế nhiệm Erhard Schmidt, người vừa mới rời vị trí ở Breslau. Gordan ngừng giảng dạy hoàn toàn vào năm 1911 khi người kế nhiệm của Schmidt Ernst Fischer đến, và Gordan qua đời tháng 12 năm 1912.
Theo Hermann Weyl, Fischer có ảnh hưởng quan trọng tới Noether, đặc biệt khi ông giới thiệu bà đến với những công trình của David Hilbert. Từ 1913 đến 1916 Noether công bố một số bài báo mở rộng và áp dụng phương pháp của Hilbert cho các đối tượng toán học như trường các hàm hữu tỉ và lý thuyết bất biến của nhóm hữu hạn. Giai đoạn này đánh dấu sự khởi đầu của bà trong lĩnh vực đại số trừu tượng, lĩnh vực mà bà đã có những đóng góp đột phá.
Noether và Fischer thường chia sẻ niềm vui toán học và thảo luận rất lâu về bài giảng sau khi lớp học đã kết thúc; Noether gửi các bưu thiếp đến Fischer nhằm tiếp tục diễn giải các ý tưởng toán học của bà.

### Đại học Göttingen
Mùa xuân 1915, David Hilbert và Felix Klein mời Noether trở lại Đại học Göttingen. Tuy nhiên nỗ lực của họ khôi phục lại vị trí của bà đã bị cản trở bởi các nhà triết học và lịch sử ở khoa Triết học: phụ nữ, họ quả quyết, không nên được trao vị trí privatdozent. Một thành viên chống đối rằng: "Những người lính của chúng ta sẽ nghĩ như thế nào khi họ trở lại trường đại học và nhận thấy họ đang học dưới sự hướng dẫn của một người phụ nữ?" Hilbert đáp lại bằng sự phẫn nộ, "Tôi không nhận thấy rằng giới tính của ứng cử viên là một luận điểm chống lại vị trí privatdozent của cô ấy. Sau cùng, đây là trường đại học chứ không phải là nhà tắm."

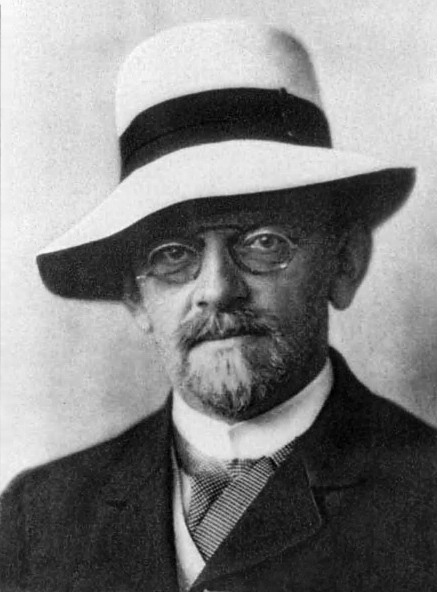
Năm 1915 David Hilbert mời Noether gia nhập khoa Toán Göttingen, thách thức quan điểm của một số đồng nghiệp rằng không nên cho phép phụ nữ giảng dạy đại học.

Noether rời Göttingen vào cuối tháng 4; hai tuần sau đó mẹ bà đột ngột qua đời ở Erlangen. Trước đó mẹ bà đã được chăm sóc cẩn thận, nhưng nguồn gốc căn bệnh và nguyên nhân qua đời đã không được bác sĩ biết. Trong thời gian này bố của Noether nghỉ hưu và người em bà gia nhập quân đội Đức nhằm phục vụ trong chiến tranh Thế giới lần thứ nhất. Bà trở lại Erlangen trong vài tuần chủ yếu để chăm sóc cho bố bà.
Trong những năm đầu dạy tại Göttingen, bà không có một vị trí chính thức nào cũng như không được trả lương; gia đình bà đã trả tiền phòng trọ và ủng hộ sự nghiệp hàn lâm của bà. Các tiết giảng của bà thường để tên Hilbert, và Noether được coi như "người trợ giảng" của ông.
Tuy nhiên, ngay sau khi đến Göttingen, Noether đã thể hiện khả năng bằng chứng minh một định lý mà ngày nay gọi là định lý Noether, chứng tỏ rằng các định luật bảo toàn có mối liên hệ mật thiết với tính đối xứng của hệ vật lý khả vi. Các nhà vật lý Hoa Kỳ Leon M. Lederman và Christopher T. Hill viết trong cuốn sách của họ Symmetry and the Beautiful Universe rằng định lý Noether "rõ ràng là một trong những định lý toán học quan trọng nhất từng được chứng minh trong định hướng sự phát triển của vật lý hiện đại, có thể sánh ngang hàng với định lý Pytago".

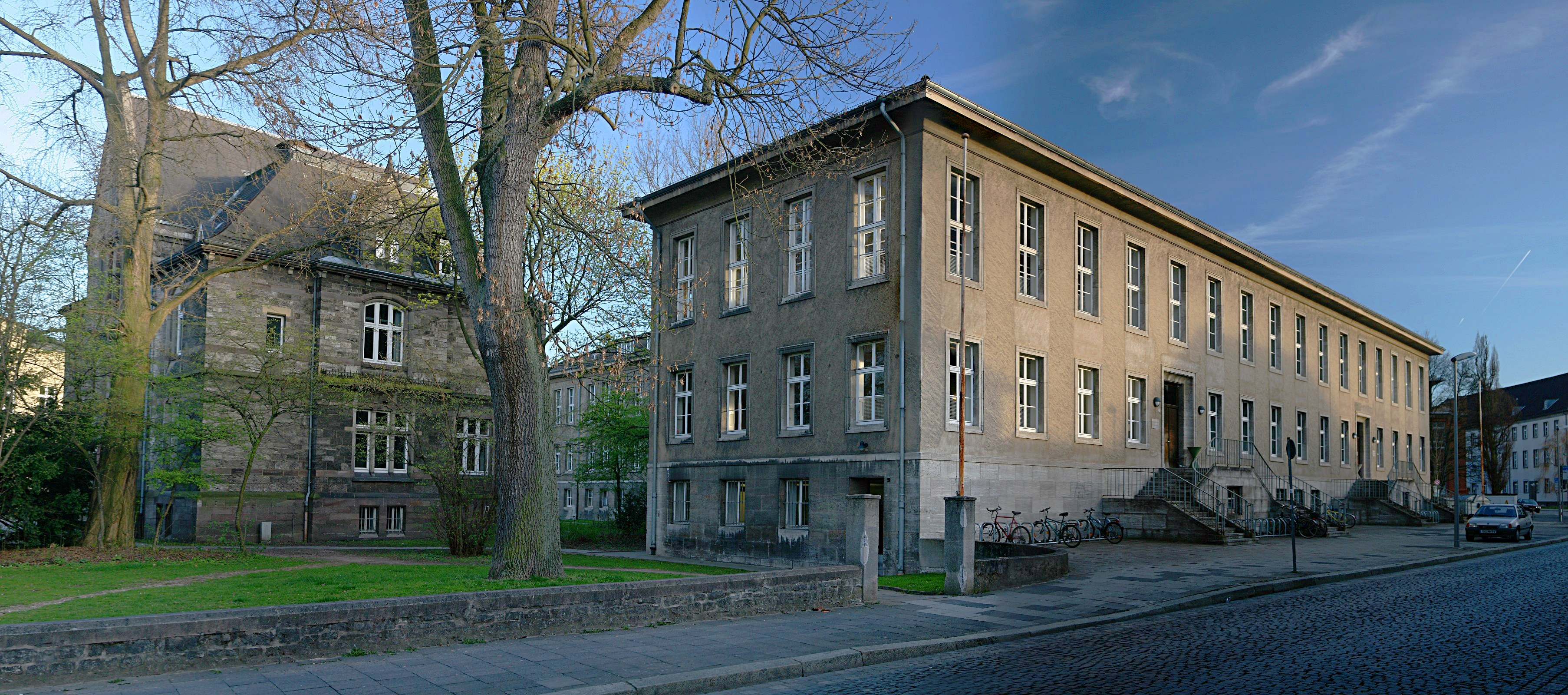
Khoa Toán đại học Göttingen chấp nhận luận án của Noether (habilitation) năm 1919, bốn năm sau khi bà bắt đầu dạy tại đây.

Khi chiến tranh thế giới lần thứ nhất kết thúc, Cuộc Cách mạng Đức 1918–19 mang lại sự thay đổi lớn trong quan điểm của xã hội, bao gồm thêm nhiều quyền cho phụ nữ. Năm 1919 Đại học Göttingen cho phép Noether viết luận án habilitation (luận án sau tiến sĩ). Cuộc thuyết trình của bà diễn ra vào cuối tháng 5 và bài giảng habilitation diễn ra thành công vào tháng 6.
Ba năm sau bà nhận được lá thư từ Bộ trưởng Khoa học, Nghệ thuật và Giáo dục công của Phổ, trong đó ông công nhận bà là nicht beamteter ausserordentlicher Professor (vị giáo sư không chức danh với những quyền và chức năng quản trị nội bộ giới hạn). Đây là chức danh giáo sư "kỳ lạ" không được trả lương, không cao hơn chức danh giáo sư "thông thường" tức vị trí phục vụ dân sự. Mặc dù bức thư công nhận những đóng góp quan trọng của bà, Noether vẫn không được trả lương. Bà không được nhận lương cho đến khi bà được bổ nhiệm vào vị trí đặc biệt Lehrbeauftragte für Algebra một năm sau đó.

### Đóng góp nền tảng cho đại số trừu tượng
Mặc dù định lý Noether có ảnh hưởng lớn đến sự phát triển của vật lý học, các nhà toán học còn nhớ tới bà cho những đóng góp nền tảng của đại số trừu tượng. Như Nathan Jacobson viết trong Lời giới thiệu trong tập sách Các bài báo của Noether,
Sự phát triển của đại số trừu tượng, một trong những ngành sáng tạo khác biệt nhất của toán học thế kỷ 20, chủ yếu là nhờ bà – trong những bài báo, bài giảng, và ảnh hưởng cá nhân tới những nhà toán học đương thời.

Công trình đột phá của Noether trong đại số bắt đầu vào năm 1920. Cộng tác với W. Schmeidler, bà viết một bài báo về lý thuyết các iđêan trong đó họ định nghĩa các iđêan trái và phải trong một vành. Năm sau đó bà công bố bài báo nổi bật Idealtheorie in Ringbereichen, phân tích các điều kiện dây chuyền tăng tiến đối với đối tượng iđêan. Nhà đại số học Irving Kaplansky gọi công trình này là "sự cách mạng"; bài báo đưa ra khái niệm "vành Noether", và một vài đối tượng toán học khác liên quan tới Noetherian.
Năm 1924 nhà toán học trẻ người Hà Lan B. L. van der Waerden đến Đại học Göttingen. Ông tham gia ngay vào nghiên cứu cùng Noether, người đã cung cấp những phương pháp khái niệm hóa trừu tượng vô giá. Van der Waerden sau này nói rằng ý tưởng của bà "tuyệt đối vượt xa sự so sánh". Năm 1931 ông công bố cuốn Moderne Algebra, với đối tượng trung tâm là trường toán học; với tập hai của tập sách đa phần mượn từ các công trình của Noether. Mặc dù Emmy Noether không lên tiếng công nhận về mình, ông đã viết ghi chú trong ấn bản lần thứ bảy là "dựa trên các bài giảng của E. Artin và E. Noether". Bà đôi khi cho phép các đồng nghiệp và sinh viên tự nhận là người đầu tiên đưa ra các ý tưởng mà bà nêu ra trước, đồng thời giúp họ phát triển sự nghiệp bằng chính công sức của bà.
Lần viếng thăm của Van der Waerden nằm trong hoạt động hội tụ các nhà toán học từ khắp nơi trên thế giới về Göttingen, mà đã trở thành một trong những hoạt động nghiên cứu chính của toán học và vật lý. Từ 1926 đến 1930 nhà tô pô học Pavel Alexandrov giảng dạy tại trường, ông và Noether nhanh chóng trở thành những người bạn tốt của nhau. Ông thường coi bà là der Noether, sử dụng từ cho giống đực trong tiếng Đức nhằm bày tỏ sự tôn trọng đối với bà. Bà đã cố sắp xếp cho ông có một vị trí giáo sư thường xuyên tại Göttingen, nhưng chỉ có thể giúp ông đạt được học bổng từ Quỹ Rockefeller. Họ thường trao đổi về những chủ đề giao nhau giữa đại số và tô pô. Trong lá thư hồi tưởng năm 1935, Alexandrov coi Emmy Noether "là nhà nữ toán học lớn nhất mọi thời đại".

### Đứng giảng và các sinh viên
Ở Göttingen, Noether đã hướng dẫn hơn một tá sinh viên tiến sĩ; người đầu tiên là Grete Hermann bảo vệ luận án vào tháng 2 năm 1925. Sau này cô đã gọi Noether một cách tôn kính là "người mẹ của những luận án". Noether cũng hướng dẫn Max Deuring, người từng học trong các lớp của bà và có đóng góp quan trọng vào lĩnh vực hình học số học; Hans Fitting, được biết đến với định lý Fitting và bổ đề Fitting; và Zeng Jiongzhi (hay "Chiungtze C. Tsen") chứng minh định lý Tsen. Bà cùng làm việc thân cận với Wolfgang Krull, người có nhiều thúc đẩy lớn trong đại số giao hoán với định lý Hauptidealsatz và lý thuyết chiều Krull cho các vành giao hoán.
Ngoài cái nhìn xuyên suốt về toán học của bà, Noether còn được tôn trọng trên những lĩnh vực khác. Mặc dù có lúc bà thể hiện sự phản biện mạnh mẽ với những người không đồng ý với bà, bà luôn luôn nhận được uy tín vì sự giúp đỡ và hướng dẫn không ngừng đối với các tân sinh viên. Lòng trung thành của bà đối với sự chính xác toán học khiến cho có một sinh viên gọi bà là "nhà phê bình khắt khe", nhưng bà kết hợp yêu cầu sự chính xác này với quan điểm giáo dục của mình. Một đồng nghiệp sau này miêu tả bà: "tuyệt đối không tự cao tự đại và tránh xa danh hão, bà chưa từng nhận thứ gì về mình, nhưng lại cổ vũ cho các công trình của sinh viên một cách hết mình."
Đời sống tiết kiệm của bà thứ nhất là vì công việc không được trả lương; tuy nhiên ngay cả khi đại học đã trả cho bà một ít lương vào năm 1923, bà vẫn tiếp tục sống cuộc sống đơn giản và khiêm tốn. Gần cuối đời trường đại học trả nhiều hơn, nhưng bà đã dành một nửa lương để cho cháu trai Gottfried E. Noether.
Hầu như quan tâm tới diện mạo và kiểu cách, sự tập trung nghiên cứu của bà làm quên đi tình yêu tuổi trẻ và thời trang. Nhà đại số nổi tiếng Olga Taussky-Todd miêu tả trong một buổi tiệc trưa, mà trong buổi này Noether, người mải mê với các thảo luận về toán học, làm các động tác "khoa tay múa chân" khi đang ăn và "liên tục làm rơi vãi thức ăn và gạt chúng ra khỏi váy, và hoàn toàn không làm xáo trộn cuộc nói chuyện". Vóc dáng lúm khúm trước sinh viên khi bà tháo khăn quàng ra khỏi áo và mái tóc lộn xộn trong suốt giờ giảng. Hai sinh viên nữ từng muốn nhắc bà trong giờ giải lao của lớp học 2 tiếng, nhưng họ đã không thể ngắt cuộc thảo luận toán học sôi nổi giữa bà với các sinh viên khác.
Theo điếu văn của Van der Waerden dành cho Emmy Noether, bà ít khi tuân theo giáo án trong những buổi lên lớp mà đã làm một số sinh viên thất vọng. Thay vào đó, bà dành buổi lên lớp như là cuộc thảo luận tự phát với sinh viên, để nghĩ về và làm rõ sự quan trọng của những vấn đề nổi cộm của toán học. Một số kết quả quan trọng đã hình thành trong những buổi thảo luận này, và các ghi chép bài giảng của sinh viên trở thành cơ sở cho vài cuốn sách quan trọng, như sách của Van der Waerden và Deuring.
Một vài đồng nghiệp tham dự lớp giảng của bà, và bà đã cho phép một số ý tưởng của bà, ví như tích chéo (verschränktes Produkt trong tiếng Đức) của đại số kết hợp, được công bố dưới tên của người khác. Noether có ít nhất 5 học kỳ giảng dạy tại Göttingen:
- Mùa đông 1924/25: Gruppentheorie und hyperkomplexe Zahlen (Lý thuyết nhóm và số siêu phức)
- Mùa đông 1927/28: Hyperkomplexe Grössen und Darstellungstheorie (Các đại lượng siêu phức và lý thuyết biểu diễn)
- Mùa hè 1928: Nichtkommutative Algebra (Đại số không giao hoán)
- Mùa hè 1929: Nichtkommutative Arithmetik (Số học không giao hoán)
- Mùa đông 1929/30: Algebra der hyperkomplexen Grössen (Đại số các đại lượng siêu phức).

Những khóa giảng này thường diễn ra trước những công bố quan trọng trong những lĩnh vực này.
Noether nói nhanh—phản ánh tốc độ tư duy của bà, như nhiều người nói—và đòi hỏi sự tập trung lớn của các sinh viên. Những sinh viên mà không thích phong cách của bà thường cảm thấy lạc lõng. Một số sinh viên cảm thấy rằng bà dựa trên quá nhiều thảo luận tức thời. Tuy nhiên, những sinh viên ưu tú nhất, lại say mê với cách tiếp cận toán học của bà, đặc biệt do những bài giảng thường xây dựng từ những công trình trước đó mà họ thực hiện cùng nhau.
Noether phát triển một nhóm gần gũi các đồng nghiệp và sinh viên những người có cùng suy nghĩ và bà có xu hướng không tiếp nhận những ai có tư tưởng khác. "Người ngoài" thường dự các bài giảng của Noether chỉ ngồi được khoảng 30 phút trong phòng trước khi ra ngoài sự nhàm chán và rối bời. Một sinh viên từng nói về tình huống này: "Kẻ thù đã bị đánh bại; anh ta đã bị loại ra."
Noether thể hiện sự cống hiến cho những chủ đề toán học và cho sinh viên của mình không chỉ trong những khóa học. Một lần, khi trường học đang trong ngày nghỉ lễ quốc gia, bà quy tụ lớp học đi dạo bên ngoài, dẫn họ đi trong rừng và giảng giải tại một quán cà phê địa phương. Sau này, khi Đức Quốc xã trục xuất bà ra khỏi trường, bà đã mời các sinh viên về nhà mình để thảo luận với họ về kế hoạch tương lại và những khái niệm toán học.

### Moskva

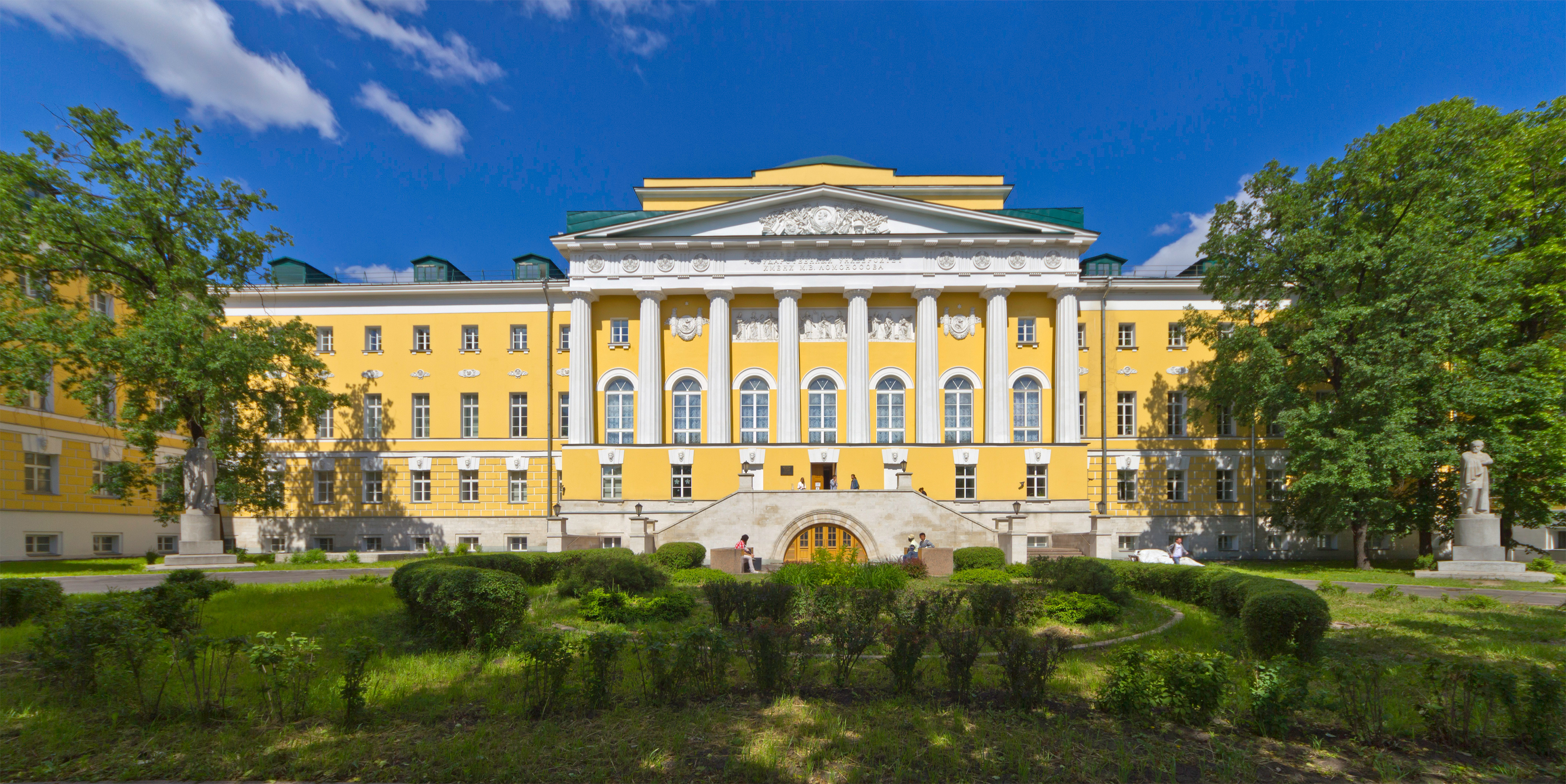
Noether dạy ở Đại học Quốc gia Moskva trong mùa đông 1928–29.

Mùa đông 1928–29 Noether nhận lời mời của Đại học Quốc gia Moskva, nơi bà tiếp tục làm việc với P. S. Alexandrov. Ngoài thời gian thực hiện nghiên cứu, bà dạy ở những lớp về đại số trừu tượng và hình học đại số. Bà cộng tác với các nhà tô pô học Lev Pontryagin và Nikolai Chebotaryov, những người sau này ủng hộ sự đóng góp của bà vào phát triển lý thuyết Galois.
Mặc dù chính trị không là mục tiêu trung tâm trong cuộc đời bà, Noether cũng quan tâm tới các vấn đề chính trị, và theo như Alexandrov, thể hiện sự ủng hộ tới Cách mạng Nga (1917). Bà cảm thấy vui khi Xô Viết thúc đẩy các lĩnh vực khoa học và toán học, mà bà coi như là chỉ dấu cho những cơ hội mới có khả năng thực hiện bởi những người Bolshevik. Thái độ này bắt nguồn từ những vấn đề của bà ở Đức, tích tụ từ những năm tháng ở phòng trọ, sau khi người lớp trưởng phàn nàn về phong cách sống của "người Do Thái theo xu hướng Mác xít".

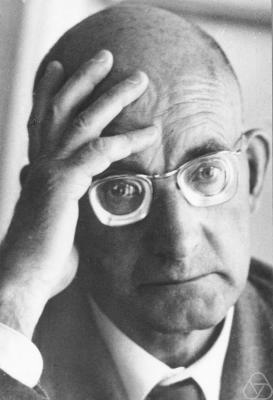
Pavel Alexandrov

Noether có kế hoạch trở lại Moskva khi bà nhận được sự ủng hộ từ Alexandrov. Sau khi rời Đức năm 1933 ông cố gắng giúp bà có được vị trí tại Đại học quốc gia Moskva thông qua Bộ Giáo dục Xô Viết. Mặc dù nỗ lực này đã không thành công, họ vẫn thư từ qua lại thường xuyên trong thập niên 1930, và vào 1935 bà có kế hoạch trở lại Liên Xô. Trong khi ấy, em trai bà Fritz nhận một vị trí ở Viện nghiên cứu Toán học và Cơ học ở Tomsk, thuộc Liên bang Siberi thuộc Nga sau khi buộc phải rời Đức.

### Được công nhận
Năm 1932 Emmy Noether và Emil Artin nhận Giải tưởng niệm Ackermann–Teubner cho những đóng góp cho toán học. Giải thưởng gồm một khoản tiền 500 Reichsmarks và là giải thưởng duy nhất chính thức công nhận sự nghiệp toán học của bà. Tuy thế, đồng nghiệp đã thể hiện sự bất bình khi Noether không được bầu vào Göttingen Gesellschaft der Wissenschaften (viện hàn lâm khoa học) và chưa bao giờ nhận chức danh Ordentlicher Professor (giáo sư đầy đủ).

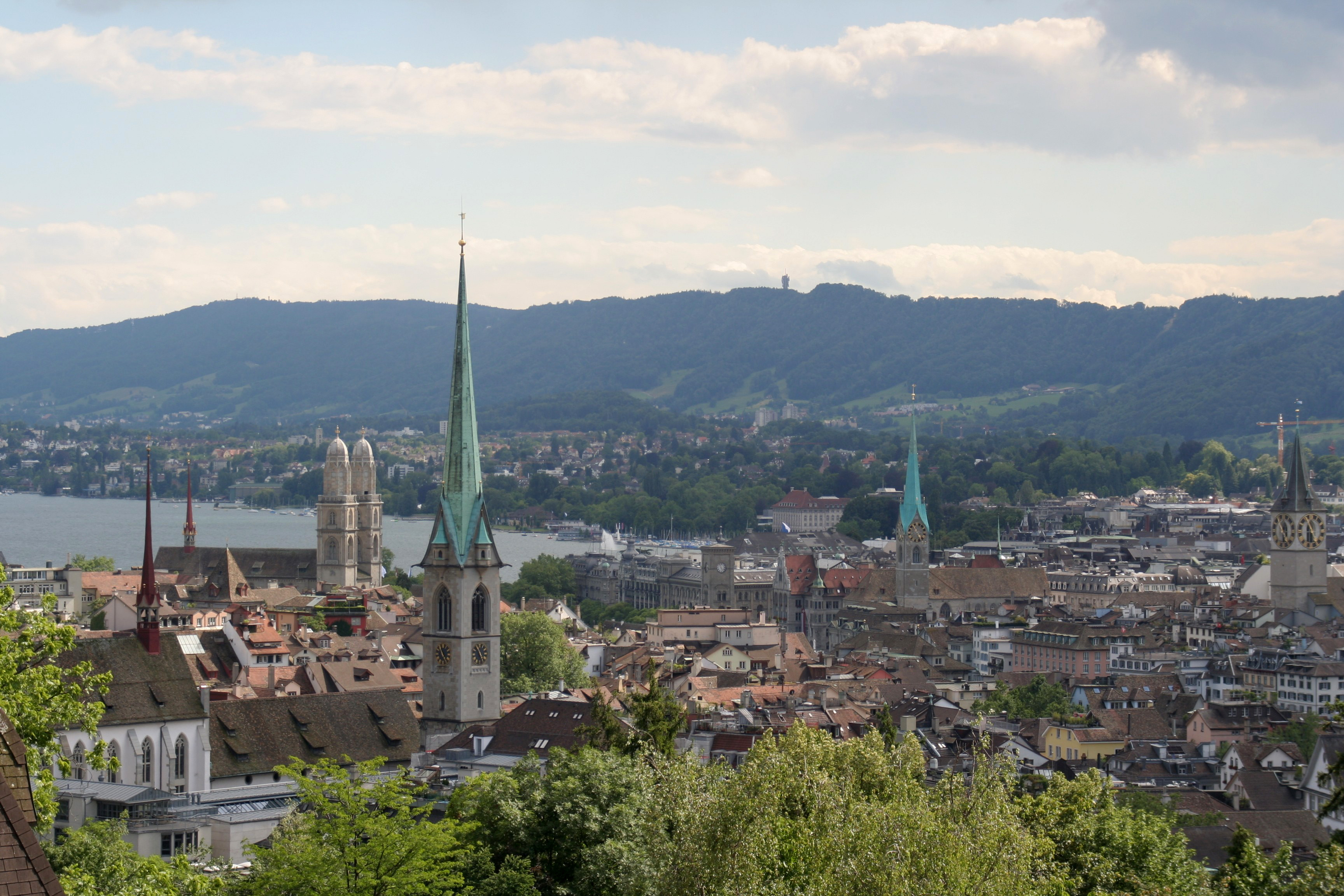
Noether đến Zürich năm 1932 để báo cáo một phiên họp toàn thể tại Hội nghị Quốc tế các nhà toán học.

Đồng nghiệp Noether chúc mừng lần sinh nhật thứ 50 của bà năm 1932 theo phong cách của các nhà toán học. Helmut Hasse dành một bài viết về bà trong tạp chí Mathematische Annalen, với sự công nhận của ông về những nghi ngờ của bà rằng trong một số khía cạnh thì đại số không giao hoán đơn giản hơn đại số giao hoán, bằng cách chứng minh luật tương hỗ không giao hoán. Điều này khiến cộng đồng toán học công nhận bà một cách rộng rãi. Ông cũng gửi tới bà một bài toán khó, "vấn đề âm tiết mμν", mà ngay lập tức bà đã giải được nó; tuy vậy bản thảo cho chứng minh này đã bị thất lạc.
Tháng 11 cùng năm, Noether đọc báo cáo toàn thể (großer Vortrag) về "Hệ thống siêu phức trong mối liên hệ với đại số giao hoán và lý thuyết số" tại Đại hội Các nhà toán học Quốc tế ở Zürich. Đại hội có 800 người tham dự, bao gồm các đồng nghiệp của Noether Hermann Weyl, Edmund Landau, và Wolfgang Krull. Có 420 người đăng ký chính thức và 21 người đọc báo cáo toàn thể. Rõ ràng, vị trí phát biểu nổi bật của Noether thể hiện sự công nhận những đóng góp quan trọng của bà cho toán học. Hội nghị năm 1932 đôi khi được coi là thời điểm vinh quang cao nhất trong sự nghiệp của bà.

### Trục xuất khỏi Göttingen
Khi Adolf Hitler trở thành Reichskanzler vào tháng 1 năm 1933, các hoạt động của Đảng Quốc xã trong nước gia tăng đáng kể. Ở Đại học Göttingen, Hội Sinh viên Đức dẫn đầu cuộc tấn công vào "tinh thần phi Đức" nhắm tới người Do Thái và được hỗ trợ bởi giáo sư Werner Weber, học trò cũ của Emmy Noether. Chủ nghĩa bài Do Thái tạo ra bầu không khí khiếp sợ đối với các giáo sư Do Thái. Một thanh niên biểu tình thể hiện đòi hởi: "Sinh viên Aryan muốn toán học Aryan chứ không phải toán học Do Thái."
Một trong những hoạt động đầu tiên của chính quyền Hitler là "Luật khôi phục Dịch vụ dân sự chuyên nghiệp" cho phép đuổi việc người Do Thái và những nhân viên chính phủ nghi ngờ về chính trị (bao gồm các giáo sư đại học) trừ khi "họ thể hiện lòng trung thành với nước Đức" bằng từng tham gia Chiến tranh thế giới lần thứ nhất. Tháng 4 năm 1933 Noether nhận được thông báo từ Bộ Khoa học, Nghệ thuật và Giáo dục công của Phổ: "Trên cơ sở điều 3 của Luật phục dịch Dân sự ngày 7 tháng 4 năm 1933, tôi từ đây tước quyền giảng dạy của bà ở Đại học Göttingen." Vài đồng nghiệp của Noether, bao gồm Max Born và Richard Courant, cũng bị mất vị trí nghiên cứu của họ. Noether chấp nhận quyết định trong im lặng, và nhận được sự ủng hộ từ những người khác trong giai đoạn khó khăn này. Hermann Weyl sau này viết rằng "Emmy Noether—lòng dũng cảm, sự không miễn cưỡng, sự không quan tâm của bà về chính số phận của bà, tinh thần hòa giải của bà—ở giữa bầu không khí căm thù và phi nghĩa, nỗi tuyệt vọng và sự đau đớn bao quanh chúng ta, một tinh thần khuây khỏa." Đặc biệt là Noether vẫn tập trung vào toán học, gọi các sinh viên tới căn hộ của bà để thảo luận về lý thuyết trường cổ điển. Khi một sinh viên của bà xuất hiện dưới đồng phục của tổ chức bán quân sự Sturmabteilung (SA), bà không thể hiện sự lay động, và thậm chí sau đó còn cười về điều này.

### Bryn Mawr

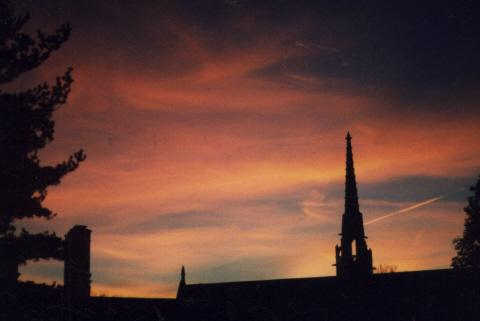
Bryn Mawr College chào đón Noehter trong hai năm cuối cuộc đời bà.

Với hàng tá những giáo sư thất nghiệp mới chuẩn bị tìm kiếm nơi mới bên ngoài Đức, các đồng nghiệp của họ ở Hoa Kỳ cũng hỗ trợ họ trong cơ hội tìm việc làm mới. Albert Einstein và Hermann Weyl nhận vị trí giáo sư ở Viện Nghiên cứu cao cấp ở Princeton, trong khi một số khác tìm sự tài trợ để có được quyền nhập cư hợp pháp. Đại diện của hai viện giáo dục Đại học đã liên lạc với Noether là Bryn Mawr College ở Hoa Kỳ và Somerville College thuộc Đại học Oxford Anh Quốc. Sau nhiều lần đàm phán với Quỹ Rockefeller, họ đã cấp nguồn kinh phí cho trường Bryn Mawr để hỗ trợ Noether và bà đã quyết định chuyển đến đây làm việc, lúc đấy vào thời điểm cuối năm 1933.
Ở Bryn Mawr, Noether đã gặp và trở thành bạn của Anna Wheeler, người đã học ở Göttingen ngay trước khi Noether đến đó. Một người khác ủng hộ là chủ tịch Bryn Mawr, Marion Edwards Park, ông đã mời các nhà toán học trong vùng đến "để thấy tiến sĩ Noether đứng giảng!" Noether và một nhóm nhỏ sinh viên nghiên cứu xoay quanh quyển sách viết năm 1930 của Van der Waerden Moderne Algebra I các phần trong luận án của Erich Hecke Theorie der algebraischen Zahlen (Lý thuyết số đại số, 1908).
Năm 1934, Noether bắt đầu giảng tại Viện Nghiên cứu cấp cao Princeton thông qua lời mời của Abraham Flexner và Oswald Veblen. Bà cũng cộng tác và hướng dẫn cùng Abraham Albert và Harry Vandiver. Tuy nhiên, bà nhớ về Đại học Princeton ở điểm bà không được chào đón nồng nhiệt tại "đại học dành cho đàn ông, nơi không phụ nữ nào được thừa nhận".
Thời gian bà ở Hoa Kỳ là giai đoạn thanh bình, vây xung quanh bởi các đồng nghiệp ủng hộ và tìm hiểu các công trình nghiên cứu của bà. Hè năm 1934 bà trở lại Đức trong một thời gian ngắn để gặp Emil Artin và người em Fritz trước khi ông chuyển đến Tomsk. Mặc dù nhiều đồng nghiệp cũ của bà bị buộc thôi việc ở đại học, bà có thể sử dụng thư viện với tư cách là một "học giả ngoại quốc".

### Qua đời

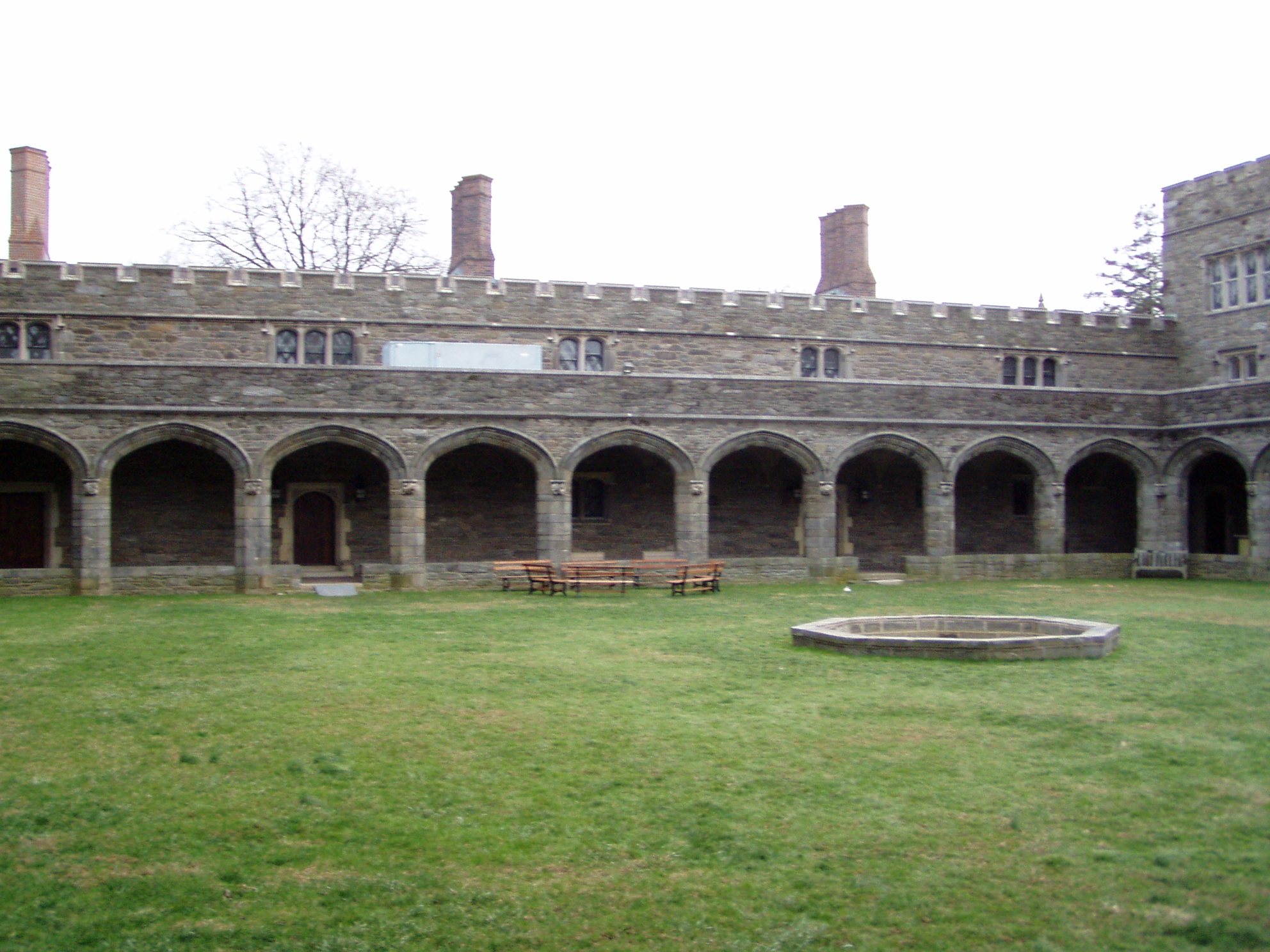
Tro của Noether được rải dưới hành lang của thư viện M. Carey Thomas.

Tháng 4 năm 1935 các bác sĩ phát hiện một khối u trong xương chậu của Noether. Lo lắng về cần phải phẫu thuật phức tạp, đầu tiên họ yêu cầu bà nghỉ ngơi hai ngày nằm trên giường. Trong lúc phẫu thuật họ phát hiện ra khối u nang buồng trứng "to như quả dưa vàng". Hai khối u nhỏ hơn trong tử cung dường như đang hình thành và không được cắt bỏ để tránh thời gian phẫu thuật không kéo dài. Trong ba ngày bà hồi phục một cách bình thường, và bà khôi phục nhanh chóng sau khi hệ tuần hoàn bị hư hại trong ngày thứ tư. Ngày 14 tháng 4 bà rơi vào hôn mê, nhiệt độ cơ thể lên cao 109 °F (42,8 °C), và đã không qua khỏi. "Thật khó dễ dàng để nói rằng điều gì đã xảy ra với tiến sĩ Noether", một thầy thuốc viết. "Có thể đây là một trường hợp bất thường và bị nhiễm do nguyên nhân vi rút, tấn công vào trung tâm não nơi được cho chịu nhiệt độ cao."
Vài ngày sau khi Noether qua đời, đồng nghiệp và bạn bè ở Bryn Mawr tổ chức một lễ tưởng niệm nhỏ ở nhà của ông chủ tịch trường. Hermann Weyl và Richard Brauer đến từ Princeton và nói chuyện với Wheeler và Taussky về người đồng nghiệp đã khuất. Trong những tháng sau đó, nhiều bài văn tưởng niệm dần xuất hiện trên toàn cầu: Albert Einstein cùng với Van der Waerden, Weyl, và Pavel Alexandrov đều tỏ lòng thương tiếc bà. Thi thể bà được hỏa thiêu và tro được rải dưới hành lang của thư viện M. Carey Thomas ở Bryn Mawr.

## Đóng góp cho toán học và vật lý
Điều đầu tiên và lớn nhất mà các nhà toán học nhớ về Noether đó là những công trình trong lĩnh vực đại số trừu tượng và tô pô học. Các nhà vật lý biết ơn bà với định lý nổi tiếng bởi những hệ quả rộng lớn của nó trong vật lý lý thuyết và hệ thống động lực. Bà chứng tỏ một xu hướng sắc bén cho tư duy trừu tượng cho phép bà tiếp cận các vấn đề toán học theo những cách mới và cơ bản. Người bạn và đồng nghiệp Hermann Weyl miêu tả đóng góp của bà theo ba giai đoạn:
Công trình khoa học của Emmy Noether chia thành ba kỷ nguyên rõ ràng:

(1) giai đoạn phụ thuộc tương đối, 1907–1919;

(2) khảo sát các nhóm xung quanh lý thuyết tổng quát về iđêan, 1920–1926;

(3) nghiên cứu đại số không giao hoán, biểu diễn chúng bằng các phép biến đổi tuyến tính, và những ứng dụng vào nghiên cứu các trường số giao hoán và số học.— Weyl 1935

Trong kỷ nguyên đầu tiên (1907–19), Noether tập trung chủ yếu vào các bất biến đại số và bất biến vi phân, bắt đầu từ luận án của bà dưới sự hướng dẫn của Paul Gordan. Khi chân trời toán học của bà rộng mở, các công trình trở lên tổng quát hơn và trừu tượng hơn, như bà quen thuộc với các công trìn của David Hilbert, hay cộng tác với người kế nhiệm Gordan, giáo sư Ernst Sigismund Fischer. Sau khi chuyển đến Göttingen năm 1915, bà đã có đóng góp nền tảng vào lĩnh vực vật lý với hai định lý Noether.
Kỷ nguyên thứ hai (1920–26), Noether dành thời gian phát triển lý thuyết vành.
Trong kỷ nguyên thứ ba (1927–35), Noether tập trung cho đại số không giao hoán, các phép biến đổi tuyến tính và trường số giao hoán.

### Bối cảnh lịch sử
Trong giai đoạn từ 1832 cho đến khi Noether qua đời năm 1935, lĩnh vực toán hoc—đặc biệt là đại số—trải qua một cuộc cách mạng sâu sắc, mà sự vang dội của nó vẫn còn truyền tới ngày nay. Những nhà toán học ở thế kỷ trước nghiên cứu dựa trên các phương pháp thực hành để giải quyết những loại phương trình cụ thể, ví dụ như phương trình bậc ba, bậc bốn, và phương trình bậc năm, cũng như bài toán liên quan đến dựng các đa giác đều sử dụng thước kẻ và compa. Mở đầu với chứng minh của Carl Friedrich Gauss năm 1832 rằng số nguyên tố như 5 có thể phân tích thành các số nguyên Gauss, Évariste Galois đưa ra nhóm hoán vị vào năm 1832 (mặc dù, bởi vì ông qua đời sớm, các bài viết của ông được Liouville công bố vào năm 1846), khám phá của William Rowan Hamilton về quaternion năm 1843, và định nghĩa hiện đại hơn của Arthur Cayley cho nhóm vào năm 1854, nghiên cứu chuyển sang xác định các tính chất của những hệ trừu tượng hơn xác định bởi những quy tắc phổ quát hơn. Đóng góp quan trọng nhất của Noether cho toán học đó là phát triển một lĩnh vực mới, đại số trừu tượng.

#### Đại số trừu tượng vàbegriffliche Mathematik(toán học khái niệm)
Hai đối tượng quan trọng nhất trong đại số trừu tượng là nhóm và vành.
Một nhóm chứa tập hợp các phần tử và một phép toán kết hợp hai phần tử của tập hợp thu được phần tử thứ ba cũng thuộc tập đó. Phép toán này phải thỏa mãn một số điều kiện nhất định để xác định lên một nhóm: nó phải thỏa mãn tính đóng (khi kết hợp hai phần tử bất kỳ của tập hợp thì phần tử thu được cũng phải thuộc tập hợp đó), phép toán phải đảm bảo tính kết hợp, phải có phần tử đơn vị-hay còn gọi phần tử đồng nhất (phần tử mà khi kết hợp với nó sử dụng phép toán nhóm thu được chính phần tử đầu tiên, như cộng với số 0 hoặc nhân với số 1), và mỗi phần tử của nhóm đều phải có phần tử nghịch đảo tương ứng.
Tương tự như vậy cho một vành, đó là tập hợp các phần tử nhưng được trang bị hai phép toán. Phép toán thứ nhất khiến tập đó là một nhóm, còn phép toán thứ hai đảm bảo tính chất kết hợp và phân phối đối với phép toán thứ nhất. Vành có thể là giao hoán hoặc không giao hoán; điều này có nghĩa là kết quả áp dụng phép toán đối với phần tử thứ nhất và phần tử thứ hai là giống với kết quả khi áp dụng phép toán đối với phần tử thứ hai và phần tử thứ nhất—thứ tự của các phần tử không quan trọng. Nếu mỗi phần tử khác 0 có một phần tử nghịch đảo đối với phép nhân (phần tử x thỏa mãn ax = xa = 1), thì vành được gọi là vành chia (division ring). Một trường được định nghĩa là vành chia giao hoán.
Nhóm thường được nghiên cứu thông qua lý thuyết biểu diễn nhóm. Trong dạng tổng quát nhất, lý thuyết chứa một nhóm được chọn, một tập hợp, và một tác dụng của nhóm lên tập hợp, tức là một phép toán kết hợp một phần tử của nhóm với một phần tử của tập hợp và kết quả thu được một phần tử của tập hợp. Trong nhiều trường hợp, tập hợp này là không gian vectơ, và nhóm biểu diễn cho các đối xứng của không gian vectơ. Ví dụ nhóm biểu diễn phép quay trong không gian. Đây là một loại đối xứng của không gian bởi vì không gian tự nó không thay đổi khi thực hiện phép quay mặc dù vị trí của các vật thể trong nó thay đổi. Noether sử dụng những khái niệm này nhằm nghiên cứu đối xứng trong công trình của bà về những bất biến trong vật lý học.
Một công cụ mạnh để nghiên cứu vành là thông qua các môđun. Môđun chứa một vành được lựa chọn, một tập hợp khác-thường là khác với tập chứa vành và gọi là tập chứa môđun, một phép toán trên cặp các phần tử của tập chứa môđun, và một phép toán tác dụng lên một phần tử thuộc vành và một phần tử thuộc môđun và trả lại một phần tử thuộc môđun. Tập chứa mô đun và phép toán đối với nó phải tạo thành một nhóm. Một mô đun là phiên bản vành lý thuyết của phép biểu diễn nhóm: khi bỏ phép toán thứ hai của vành và phép toán trên cặp phần tử của mô đun xác định lên phép biểu diễn nhóm. Tiện ích thực của mô đun là loại các mô đun tồn tại và tương tác của chúng cho thấy cấu trúc của vành theo cách mà không thể thấy rõ ràng khi chỉ nhận xét từ chính vành. Một trường hợp quan trọng đặc biệt là đại số trên một trường. (từ đại số có nghĩa cho cả vật thể trong toán học cũng như vật thể nghiên cứu trong chủ đề của đại số.) Một đại số chứa hai vành được lựa chọn và một phép toán tác động lên mỗi phần tử thuộc từng vành và thu được phần tử thuộc vành thứ hai. Phép toán này khiến cho vành thứ hai trở thành mô đun đối với vành thứ nhất. Thông thường vành thứ nhất là một trường.
Các từ như "phần tử" và "phép toán kết hợp" là rất tổng quát, và có thể áp dụng cho nhiều tình huống trong thế giới thực và trừu tượng. Bất kỳ tập hợp nào mà tuân theo các quy tắc cho một (hoặc hai) phép toán sẽ là, bằng định nghĩa, một nhóm (hoặc vành), và tuân theo mọi định lý về nhóm (hoặc vành). Các số nguyên với phép toán cộng và nhân là những ví dụ như thế. Ví dụ, các phần tử có thể là các chữ cái trong dữ liệu máy tính, nơi phép toán kết hợp thứ nhất là phép loại trừ (phép tuyển) và phép toán thứ hai là phép hội lôgic. Các định lý của đại số trừu tượng là rất mạnh và có tính tổng quát. Tưởng tượng ra rằng chỉ có thể rút ra kết luận về vật thể định nghĩa chỉ với vài tính chất, nhưng chính xác như but precisely therein lay Noether's gift: để khám phá ra nhiều nhất mà có thể rút ra từ một tập hợp các tính chất cho trước, hoặc ngược lại, để định ra tập hợp nhỏ nhất, những tính chất cơ bản đáp ứng cho một quan sát đặc biệt. Không như hầu hết các nhà toán học, bà không thực hiện sự trừu tượng bằng cách tổng quát hóa từ những ví dụ cụ thể; hơn hết bà làm việc trực tiếp với những khái niệm trừu tượng. Như van der Waerden nhớ lại trong điếu văn của bà,
Điều lớn nhất mà Emmy Noether đi theo trong toàn sự nghiệp của bà có thể miêu tả như sau: "Bất kỳ mối quan hệ giữa những số, hàm, và các phép toán trở lên mạch lạc, áp dụng được cho trường hợp tổng quát, và sự khai thác đầy đủ chỉ sau khi chúng đã bị cô lập khỏi những vật thể đặc biệt và được thiết lập như là một khái niệm đúng đắn phổ quát.

Đây chính là begriffliche Mathematik (toán học khái niệm thuần túy) mà thường thấy ở Noether. Kiểu phong cách này sau đó được những nhà toán học khác tiếp nhận, đặc biệt là trong lĩnh vực mới nổi là đại số trừu tượng.

##### Số nguyên như một ví dụ của vành
Các số nguyên tạo thành một vành giao hoán mà các phần tử là các số nguyên, và các phép toán là phép cộng và phép nhân. Bất kỳ cặp số nguyên nào có thể cộng hoặc nhân với nhau với kết quả luôn luôn là một số nguyên khác, và phép toán thứ nhất, phép cộng, có tính chất giao hoán tức là, đối với bất kỳ phần tử a và b thuộc vành, a + b = b + a. Phép toán thứ hai, phép nhân, cũng có tính chất giao hoán, nhưng điều này không cần phải thỏa mãn đối với các vành khác, có nghĩa là a kết hợp với b có thể khác khi b kết hợp với a. Ví dụ về các vành không giao hoán bao gồm ma trận và quaternion. Các số nguyên không tạo thành một vành chia, bởi vì phép toán thứ hai không luôn luôn khả nghịch; ví dụ không tồn tại số nguyên a sao cho 3 × a = 1.
Các số nguyên có thêm những tính chất khác mà có thể không thể tổng quát hóa cho mọi vành được. Một ví dụ quan trọng là định lý cơ bản của số học, nói rằng mỗi số nguyên dương có thể phân tích duy nhất thành tích các số nguyên tố. Sự phân tích duy nhất thành các nhân tử không phải lúc nào cũng đúng cho các vành khác, nhưng Noether tìm ra một định lý phân tích duy nhất, mà bây giờ gọi là định lý Lasker–Noether, đối với các iđêan của nhiều vành. Nhiều công trình của Noether đặt ra cách xác định tính chất nào thỏa mãn đối với mọi vành, theo cách tương tự đối với định lý cho các số nguyên, và xác định lên tập tối thiểu các giả sử cần thiết để thu được những tính chất nhất định của vành.

### Kỷ nguyên đầu tiên (1908–19)

#### Lý thuyết bất biến đại số

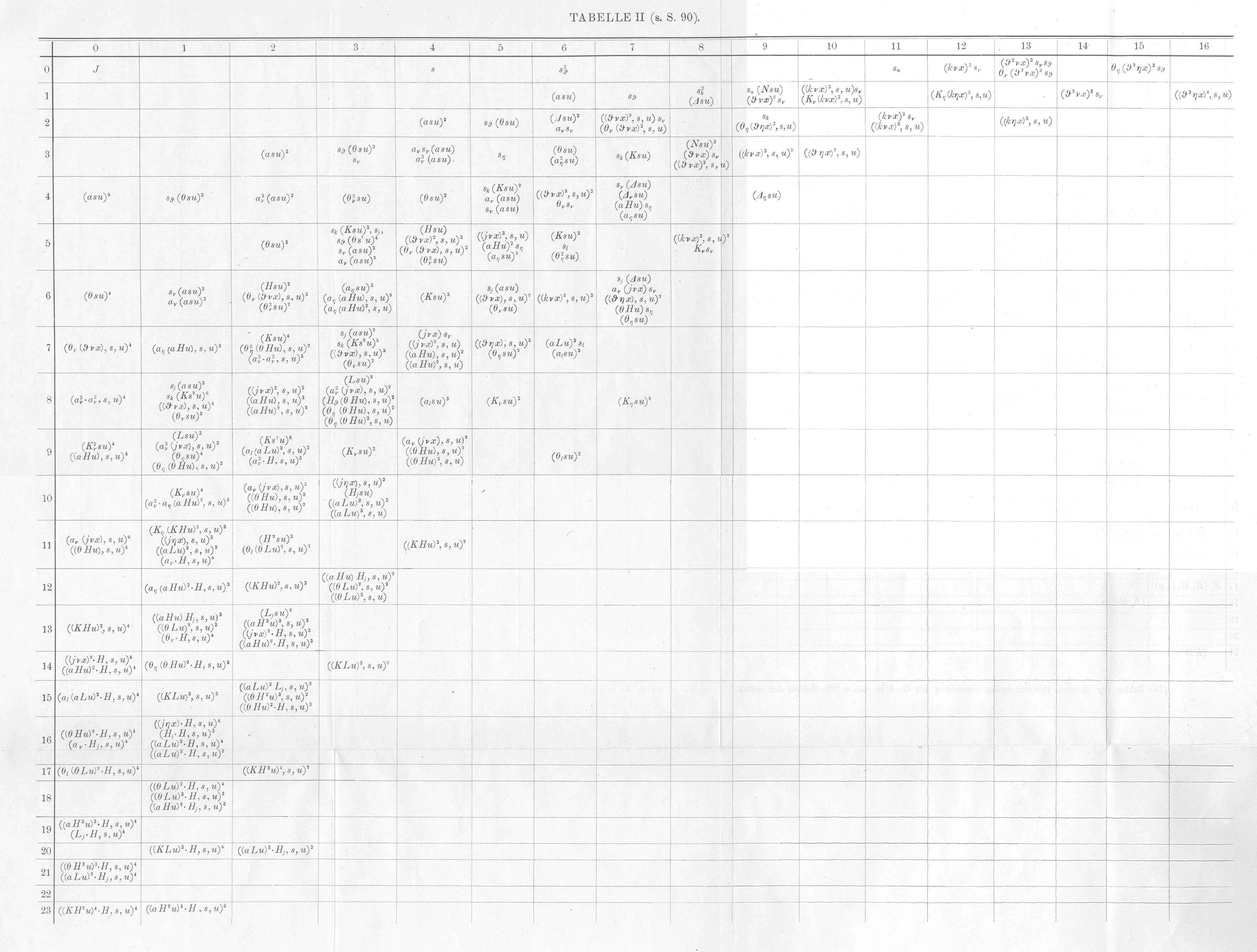
Bảng 2 từ luận án của Noether về lý thuyết bất biến. Bảng này liệt kê 202 trong số 331 bất biến của dạng trùng phương bậc ba. Những dạng này được phân loại dựa theo hai biến x và u. Hướng theo phương ngang của bảng liệt kê các bất biến theo chiều tăng của x, trong khi hướng theo phương dọc liệt kê chúng theo chiều tăng của u.

Nhiều công trình của Noether trong kỷ nguyên thứ nhất của sự nghiệp gắn liền với lý thuyết bất biến, đặc biệt là lý thuyết bất biến đại số. Lý thuyết bất biến xem xét đến các biểu thức mà không thay đổi (bất biến) dưới một nhóm các phép biến đổi. Như ví dụ thường gặp, nếu một thước đặc bị quay đi, các tọa độ (x, y, z) của hai điểm đầu và cuối nó thay đổi, nhưng độ dài L của thước cho bởi công thức L2 = Δx2 + Δy2 + Δz2 vẫn là như nhau. Lý thuyết bất biến là một lĩnh vực nghiên cứu sôi động vào cuối thế kỷ 19, một phần nhờ chương trình Erlangen do Felix Klein đề xuất, theo đó các loại hình học khác nhau có thể được đặc trưng bởi những bất biến của chúng dưới các phép biến đổi, ví như tỷ số kép trong hình học xạ ảnh.
Ví dụ điển hình cho bất biến đó là biệt thức B2 − 4AC của phương trình bậc hai Ax2 + Bxy + Cy2. Nó được gọi là bất biến bởi vì nó không thay đổi sau khi áp dụng phép thay thế x→ax + by, y→cx + dy với định thức ad − bc = 1. Những thay thế này tạo thành nhóm tuyến tính đặc biệt SL2. (Không có bất biến đối với nhóm tuyến tính tổng quát của mọi phép biến đổi khả nghịch bởi vì các phép biến đổi này có thể trở thành phép nhân bởi một hệ số tỷ lệ. Để khắc phục điểm này, lý thuyết bất biến cổ điển cũng xét đến bất biến tương đối, mà tạo thành dạng bất biến cho cả hệ số tỷ lệ.) Các nhà toán học có thể yêu cầu đối với mọi đa thức mà A, B, and C không thay đổi bởi tác dụng của SL2; đây được gọi là bất biến của dạng trùng phương bậc hai, tương ứng với biệt thức của đa thức. Một cách tổng quát hơn, có thể tổng quát đối với dạng bất biến của phương trình đa thức thuần nhất A0xry0 +... + Arx0yr có bậc cao hơn, mà sẽ là đa thức với các hệ số A0,..., Ar, và thậm chí tổng quát hơn, ta có thể đặt câu hỏi tương tự đối với đa thức thuần nhất có nhiều hơn hai biến.
Một trong những mục đích chính của lý thuyết bất biến là giải quyết "vấn đề cơ sở hữu hạn". Tổng hay tích của hai bất biến bất kỳ là không đổi, và vấn đề cơ sở hữu hạn đòi hỏi liệu có thể thu được mọi bất biến chỉ từ một số hữu hạn các bất biến, gọi là các phần tử sinh, và sau đó thực hiện cộng hoặc nhân các phần tử sinh với nhau. Ví dụ, biệt thức cho một cơ sở hữu hạn (với một phần tử) cho các bất biến của dạng trùng phương bậc hai. Thầy hướng dẫn của Noether, Paul Gordan, được coi là "ông hoàng của lý thuyết bất biến", và đóng góp chính của ông đối với toán học là lời giải đưa ra vào năm 1870 về vấn đề cơ sở hữu hạn cho các bất biến của những đa thức thuần nhất hai biến. Ông chứng minh vấn đề này bằng phương pháp xây dựng để tìm mọi bất biến và các phần tử sinh của chúng, nhưng đã không thể áp dụng phương pháp này cho các bất biến của đa thức với ba hay nhiều biến hơn. Năm 1890, David Hilbert chứng minh mệnh đề tương tự cho bất biến của đa thức thuần nhất có số biến bất kỳ. Hơn thế nữa, phương pháp của ông áp dụng không những cho nhóm tuyến tính đặc biệt, mà còn đối với các nhóm con của nó như nhóm trực giao đặc biệt. Trong chứng minh đầu tiên của ông gây ra một số tranh cãi bởi vì nó không đưa ra phương pháp xây dựng cho các phần tử sinh, tuy vậy điều này đã được ông nêu ra sau đó. Đối với luận án của bà, Noether mở rộng phép chứng minh tính toán của Gordan đối với các đa thức thuần nhất có ba biến. Cách xây dựng của Noether đưa ra khả năng nghiên cứu mối liên hệ giữa các bất biến. Sau này, sau khi bà chuyển sang các phương pháp trừu tượng, Noether nhớ lại luận án của mình như là Mist (mớ hỗn độn) và Formelngestrüpp (một rừng các phương trình).

#### Lý thuyết Galois
Lý thuyết Galois đề cập tới các phép biến đổi của trường số làm hoán vị nghiệm của phương trình. Xét phương trình đa thức một biến x có bậc n, mà các hệ số của nó thuộc về tập hợp các trường nền, mà có thể là, ví dụ, trường các số thực, số hữu tỉ, hoặc số nguyên đồng dư 7. Có thể tồn tại hoặc không tồn tại x làm cho đa thức có giá trị bằng 0. Những lựa chọn này nếu tồn tại, được gọi là nghiệm của đa thức. Nếu đa thức là x2 + 1 và trường nền là số thực, thì đa thức vô nghiệm, bởi vì với bất kỳ x nào thì giá trị của đa thức luôn lớn hơn hoặc bằng 1. Nếu trường nền là mở rộng, thì đa thức có thể có nghiệm, và nếu sự mở rộng này là đủ, thì số nghiệm của đa thức luôn luôn bằng số bậc của nó. Tiếp tục ví dụ ở trước, nếu trường được mở rộng tới trường số phức, thì đa thức có hai nghiệm i và −i, với i là đơn vị ảo, tức là i 2 = −1. Tổng quát hơn, trường mở rộng cho phép đa thức có thể phân tích thành các nghiệm của nó gọi là trường tách của đa thức.
Nhóm Galois của đa thức là tập hợp mọi cách biến đổi trường tách, trong khi vẫn bảo tồn trường nền và nghiệm của đa thức. (Trong ngôn ngữ toán học, những phép biến đổi này được gọi là phép tự đẳng cấu.) Nhóm Galois của x2 + 1 chứa hai phần tử: Phép biến đổi đồng nhất, mà biến mỗi số phức thành chính nó, và liên hợp phức, biến i thành −i. Do nhóm Galois không làm thay đổi trường nền, nó cũng không làm thay đổi các hệ số của đa thức, do vậy mọi nghiệm của đa thức cũng không bị thay đổi. Mỗi nghiệm có thể chuyển tới nghiệm kia, do vậy phép biến đổi chỉ làm hoán vị n nghiệm giữa chúng. Sự quan trọng của nhóm Galois rút ra từ định lý cơ bản của lý thuyết Galois, với kết quả là các trường nằm giữa trường nền và trường tách là tương ứng một một với các nhóm con của nhóm Galois.
Năm 1918, Noether công bố bài báo cột mốc về bài toán Galois nghịch đảo. Thay vì xác định nhóm Galois của các phép biến đổi đối với một trường và mở rộng của nó, Noether đặt ra câu hỏi liệu khi cho một trường và một nhóm, có thể luôn luôn tìm được một mở rộng trường mà sinh ra nhóm như nhóm Galois của nó. Bà thu hẹp vấn đề này thành "bài toán Noether", với câu hỏi liệu trường cố định của một nhóm con G của nhóm hoán vị Sn tác dụng lên trường k(x1,..., xn) luôn luôn là mở rộng siêu việt thuần túy của trường k. (Lần đầu tiên bà đề cập đến vấn đề này trong bài báo năm 1913, trong đó bà quy vấn đề cho đồng nghiệp Fischer.) Bà chứng tỏ bài toán này đúng với n = 2, 3, hay 4. Năm 1969, R. G. Swan tìm thấy một phản ví dụ đối với bài toán Noether, với n = 47 và G là nhóm xiclic có bậc 47 (mặc dù nhóm này có thể coi như nhóm Galois của số hữu tỉ theo cách đánh giá khác). Bài toán Galois nghịch đảo vẫn chưa được giải quyết triệt để cho tới nay.

#### Vật lý học
Noether chuyển đến Göttingen vào năm 1915 theo lời mời của David Hilbert và Felix Klein, khi họ muốn năng lực liên quan đến lý thuyết bất biến của bà giúp họ hiểu được thuyết tương đối tổng quát, lý thuyết hình học về lực hấp dẫn phát triển chủ yếu bởi Albert Einstein. Hilbert nhận thấy định luật bảo toàn năng lượng dường như bị vi phạm trong thuyết tương đối rộng, do thực tế là năng lượng hấp dẫn tự nó cũng đóng góp vào nguồn của trường hấp dẫn. Noether đã đưa ra biện pháp giải quyết cho nghịch lý này, và nó trở thành một công cụ cơ bản cho vật lý lý thuyết hiện đại, với định lý Noether thứ nhất, mà bà chứng minh vào năm 1915 nhưng không công bố cho tới tận năm 1918. Bà không những giải quyết vấn đề này trong thuyết tương đối tổng quát, mà còn xác định ra những đại lượng bảo toàn cho mọi hệ tuân theo các định luật vật lý mà tương ứng với các đối xứng liên tục.
Khi tiếp nhận công trình của bà, Einstein viết cho Hilbert: "Hôm qua tôi nhận được từ cô Noether một bài báo rất tuyệt về bất biến. Tôi bị ấn tượng rằng những thứ này có thể được hiểu theo cách tổng quát như thế. Người bảo vệ già ở Göttingen nên được học một số bài học từ cô Noether! Cô dường như biết được bí quyết của mình."
Để minh họa, nếu một hệ vật lý hành xử giống nhau bất kể nó hướng như thế nào trong không gian, thì định luật vật lý mà chi phối nó là dạng đối xứng quay; từ đối xứng này, định lý chỉ ra rằng mô men động lượng của hệ phải được bảo toàn. Hệ vật lý tự nó không cần thiết phải có dạng đối xứng; ví như một tiểu hành tinh hình dạng bất thường trôi nổi trong vũ trụ vẫn tuân theo định luật bảo toàn mô men động lượng mặc dù hình dáng không đối xứng của nó. Hơn thế, sự đối xứng của các định luật vật lý chi phối hệ là lý do chịu trách nhiệm cho các định luật bảo toàn. Một ví dụ khác, nếu một thí nghiệm vật lý có cùng kết quả ở bất kỳ vị trí nào trong không gian và thời gian, thì định luật chi phối thí nghiệm là đối xứng với các phép tịnh tiến liên tục trong không gian và thời gian; và theo định lý Noether, những đối xứng này lần lượt tương ứng với các định luật bảo toàn động lượng và bảo toàn năng lượng cho thí nghiệm.
Định lý Noether đã trở thành một công cụ cơ bản của vật lý lý thuyết hiện đại, bởi nó không những liên hệ các đối xứng liên tục với các định luật bảo toàn mà còn trở thành một công cụ tính toán trong thực hành. Định lý của bà cho phép các nhà nghiên cứu xác định các đại lượng bảo toàn từ những đối xứng quan sát thấy của hệ vật lý. Ngược lại, nó cho phép miêu tả một hệ vật lý dựa trên hiểu biết về những định luật bảo toàn. Ví dụ, giả sử một hiện tượng vật lý mới được khám phá. Lúc này định lý Noether cung cấp phép thử cho mô hình lý thuyết nhằm giải thích cho hiện tượng này: nếu lý thuyết có một đối xứng liên tục thì định lý Noether đảm bảo rằng trong lý thuyết phải có một đại lượng bảo toàn, và nếu lý thuyết là đúng thì sự bảo toàn nà phải quan sát thấy được trong thí nghiệm hoặc trong hiện tượng đó.

### Kỷ nguyên thứ hai (1920–26)
Mặc dù các kết quả trong kỷ nguyên thứ nhất của Noether là ấn tượng và có ích, sự nổi tiếng của bà với vai trò là nhà toán học nằm chủ yếu ở những công trình đột phá trong kỷ nguyên thứ hai và thứ ba, như Hermann Weyl và B. L. van der Waerden nêu trong điếu văn của họ về bà.
Trong hai kỷ nguyên này, bà không chỉ áp dụng các ý tưởng và phương pháp của những nhà toán học tiền bối; hơn thế bà đã tạo ra những hệ thống mới các định nghĩa toán học mà các nhà toán học tương lai sẽ sử dụng. Đặc biệt, bà phát triển một lý thuyết hoàn toàn mới về các i đê an trong lý thuyết vành mà tổng quát hóa công trình trước đó của Richard Dedekind. Bà cũng nổi tiếng với việc phát triển điều kiện dây chuyền tăng (ascending chain conditions), một điều kiện đơn giản không hữu hạn mà thu được những kết quả mạnh trong công trình của bà. Những điều kiện này và lý thuyết i đê an cho phép Noether có thể tổng quát hóa nhiều kết quả cũ trước đây và giải quyết các bài toán còn tồn tại theo một khuôn khổ mới, chẳng hạn như các vấn đề của lý thuyết loại trừ (elimination theory) và các đa tạp đại số (algebraic variety) mà cha bà đã nghiên cứu trước đó.

#### Điều kiện dây chuyền tăng và giảm
Trong kỷ nguyên này, Noether trở lên nổi tiếng với điều kiện dây chuyền tăng (Teilerkettensatz) hoặc giảm (Vielfachenkettensatz). Một dãy các tập hợp con không rỗng A1, A2, A3, v.v. của một tập hợp S được nói là tăng dần, nếu mỗi tập là tập con của tập hợp tiếp theo 
{\displaystyle A_{1}\subset A_{2}\subset A_{3}\subset \cdots .}
Ngược lại, một dãy các tập hợp con của S được gọi là giảm dần nếu mỗi tập con chứa tập hợp tiếp theo:
{\displaystyle A_{1}\supset A_{2}\supset A_{3}\supset \cdots .}
Một dây chuyềntrở thành không đổi sau một số hữu hạn các bước nếu tồn tại n sao cho {\displaystyle A_{n}=A_{m}} đối với mọi m ≥ n. Tập hợp chứa các tập con của một tập hợp cho trước thỏa mãn điều kiện dây chuyền tăng nếu bất kỳ dãy tăng nào trở thành không đổi (hằng số) sau một số hữu hạn các bước. Nó thỏa mãn điều kiện dây chuyền giảm nếu bất kỳ dãy giảm nào trở thành không đổi sau một số hữu hạn các bước.
Các điều kiện dây chuyền tăng và giảm là rất tổng quát, chúng có thể áp dụng nhiều kiểu đối tượng toán học—và nhìn bề ngoài chúng có vẻ như không phải là công cụ mạnh cho lắm. Noether chỉ ra bằng cách nào có thể sử dụng những điều kiện này để tận dụng tối đa ưu điểm của chúng: ví dụ, làm cách nào để sử dụng chúng để chứng minh rằng mỗi tập hợp của những đối tượng con có một phần tử cực đại/cực tiểu hoặc một đối tượng phức có thể sinh ra từ một số các phần tử nhỏ hơn. Những kết luận này thường là bước quan trọng trong phép chứng minh.
Nhiều đối tượng trong đại số trừu tượng thỏa mãn hai điều kiện dây chuyền, và nếu chúng thỏa mãn điều kiện dây chuyền tăng, chúng được gọi là Noetherian để vinh danh bà. Bằng định nghĩa, vành Noetherian thỏa mãn điều kiện dây chuyền tăng trên các i đê an trái và phải của nó, trong khi nhóm Noetherian được định nghĩa là một nhóm mà mọi điều kiện tăng giới hạn của các nhóm con là hữu hạn. Mô đun Noetherian là mô đun trong đó mọi điều kiện tăng giới hạn của các mô đun con kết thúc sau một số hữu hạn bước. Không gian Noetherian là không gian tô pô trong đó mọi điều kiện tăng giới hạn của các không gian con mở kết thúc sau một số hữu hạn các số hạng, định nghĩa này được sử dụng để cho phổ của một vành Noetherian là không gian tô pô Noetherian.
Điều kiện dây chuyền thường được thừa hưởng bởi các đối tượng con. Ví dụ, mọi không gian con của một không gian Noetherian tự chúng là các Noetherian; mọi nhóm con và nhóm thương của một nhóm Noetherian là Noetherian; và, mutatis mutandis, điều tương tự co các mô đun con và mô đun thương của một mô đun Noetherian. Mọi vành thương của một vành Noetherian là Noetherian, nhưng điều đó không nhất thiết phải thỏa mãn đối với các vành con của nó. Điều kiện dây chuyền cũng có thể được thừa hưởng từ những tổ hợp hoặc mở rộng của một đối tượng Noetherian. Ví dụ, tổng trực tiếp hữu hạn của các vành Noetherian là Noetherian, như vành của các chuỗi lũy thừa trên một vành Noetherian.
Ứng dụng khác của các điều kiện dây chuyền là trong phép quy nạp Noetherian, một sự tổng quát hóa của phép quy nạp toán học. Các nhà đại số thường sử dụng nó để giản lược những phát biểu tổng quát về tập hợp các đối tượng thành phát biểu cho những đối tượng cụ thể trong tập hợp đó. Giả sử rằng S là tập sắp thứ tự bộ phận (partially ordered set). Một cách để chứng minh phát biểu về các đối tượng trong S là giả sử sự tồn tại của một phản ví dụ và suy luận ra sự mâu thuẫn, do vậy chứng minh được phát biểu ban đầu. Giả thuyết cơ bản của phép đệ quy Noetherian là mỗi tập con không rỗng của S chứa một phần tử cực tiểu. Đặc biệt, tập hợp mọi phản ví dụ chứa một phần tử cực tiểu, phần tử phản ví dụ cực tiểu. Để có thể chứng minh phát biểu ban đầu, do đó, chỉ cần chứng minh vừa đủ một số thứ mà dường như yếu hơn: Đối với bất kỳ phản ví dụ nào, tồn tại một phản ví dụ nhỏ hơn.

#### Vành giao hoán, iđêan, và mô đun
Bài báo của Noether, Idealtheorie in Ringbereichen (Lý thuyết i đê an trong miền vành, 1921), là cơ sở cho lý thuyết vành giao hoán tổng quát, và là một trong những định nghĩa tổng quát đầu tiên của vành giao hoán. Trước bài báo này, đa số kết quả trong đại số giao hoán bị giới hạn trong những ví dụ đặc biệt của vành giao hoán, như vành đa thức trên trường hoặc vành của số nguyên đại số. Noether chứng tỏ rằng trong một vành mà thỏa mãn điều kiện dây chuyền tăng trên các i đê an, mỗi i đê an được sản sinh một cách hữu hạn. Năm 1943, nhà toán học Pháp Claude Chevalley đưa ra thuật ngữ, vành Noether để miêu tả tính chất này. Một kết quả lớn trong bài báo năm 1921 của Noether là định lý Lasker–Noether, nó mở rộng định lý Lasker về phân hoạch cơ bản của i đê an của vành đa thức cho mọi vành Noether. Định lý Lasker–Noether có thể coi như là sự tổng quát hóa của định lý cơ bản của số học mà nói rằng bất kỳ số nguyên dương nào có thể biểu diễn thành tích của các số nguyên tố, và sự phân tích này là duy nhất.
Công trình của Noether Abstrakter Aufbau der Idealtheorie in algebraischen Zahl- und Funktionenkörpern (Cấu trúc trừu tượng của lý thuyết i đê an trong lĩnh vực số đại số và trường hàm, 1927) đặc trưng hóa vành mà trong nó các i đê an có thể phân tích duy nhất thành các i đê an nguyên tố như miền Dedekind: miền tích phân là Noetherian, 0 hoặc 1-chiều, và tích phân đóng trong trường thương của chúng. Bài báo này cũng chứa cái mà bây giờ gọi là định lý đẳng cấu, miêu tả một số đẳng cấu tự nhiên cơ bản, và một số kết quả cơ bản khác trên mô đun Noetherian và mô đun Artinian.

#### Lý thuyết loại trừ
Năm 1923–24, Noether áp dụng lý thyết vành của bà cho lý thuyết loại trừ—trong khi bà hướng dẫn cho sinh viên Kurt Hentzelt—chứng tỏ rằng các định lý cơ bản về nhân tử hóa đa thức có thể thực hiện một cách trực tiếp. Thông thường, lý thuyết loại trừ được xem xét với sự loại trừ một hoặc nhiều biến từ một hệ phương trình đa thức, thường theo phương pháp của kết thức. Để minh họa, hệ phương trình thường có thể viết thành dạng của ma trận M (thiếu biến x) nhân với vectơ v (chỉ có lũy thừa khác của x) bằng vectơ không, M•v = 0. Từ đây, định thức của ma trận M phải bằng 0, chứng tỏ một phương trình mới trong đó biến x đã bị loại trừ.

#### Lý thuyết bất biến của nhóm hữu hạn
Các kỹ thuật như trong bài báo gốc của Hilbert về lời giải không chứa cách xây dựng cho bài toán cơ sở hữu hạn không thể sử dụng để nhận được thông tin định lượng về các bất biến của một tác dụng nhóm, và hơn nữa, chúng không áp dụng được cho mọi phép tác dụng nhóm. Trong bài báo năm 1915, Noether tìm ra một lời giải cho bài toán cơ sở hữu hạn cho một phép biến đổi nhóm hữu hạn G tác dụng lên một không gian vec tơ hữu hạn chiều trên một trường có đặc trưng 0. Giải pháp của bà cho thấy vành các bất biến được sinh ra từ các bất biến thuần nhất mà bậc của chúng nhỏ hơn hoặc bằng bậc của nhóm hữu hạn; hay gọi là giá trị biên Noether. Bài báo của bà đưa ra hai cách chứng minh cho giá trị biên Noether, cả hai đều có hiệu lực khi đặc trưng của trường là nguyên tố cùng nhau với |G|!, giai thừa của bậc |G| của nhóm G. Số lượng các phần tử sinh không nhất thiết phải thỏa mãn giá trị biên Noether khi đặc trưng của trường chia cho |G|, nhưng Noether đã không thể xác định liệu giá trị biên có đúng khi đặc trưng của trường chia cho |G|! chứ không phải |G|. Trong nhiều năm, việc xác định sự đúng đắn hay bác bỏ giá trị biên trong trường hợp này là một vấn đề mở mà các nhà toán học gọi là "khoảng trống Noether". Cuối cùng vấn đề này đã được giải quyết một cách độc lập bởi Fleischmann vào năm 2000 và Fogarty vào năm 2001, khi cả hai chứng tỏ rằng giá trị biên vẫn còn đúng.
Trong bài báo năm 1926, Noether mở rộng định lý Hilbert cho biểu diễn một nhóm hữu hạn trên trường bất kỳ; một trường hợp mới mà không tuân theo công trình của Hilbert khi đặc trưng của trường chia cho bậc của nhóm. Kết quả của Noether sau này được William Haboush mở rộng cho mọi nhóm giản lược trong chứng minh phỏng đoán Mumford của ông. Trong bài báo này Noether cũng giới thiệu ra bổ đề chuẩn hóa Noether, mà chứng minh rằng miền tích phân sinh hữu hạn A trên trường k có một tập hợp chứa x1,..., xn các phần tử độc lập đại số sao cho A lấy tích phân trên k[x1,..., xn].

#### Đóng góp cho tô pô học

Phép biến dạng hình liên tục (đồng luân) biến cốc cà phê thành hình xuyến và ngược trở lại.

Như nêu bởi Pavel Alexandrov và Hermann Weyl trong bài viết tưởng niệm của họ, đóng góp của Noether đối với ngành tô pô học thể hiện những ý tưởng phong phú và bằng cách nào mà tầm nhìn của bà đã làm biến đổi toàn bộ một lĩnh vực toán học. Trong tô pô, các nhà toán học nghiên cứu các tính chất của đối tượng mà vẫn bất biến ngay cả khi nó bị biến dạng, những tính chất như là tính không liên thông. Một câu nói đùa hay gặp khi nói về các nhà tô pô học là họ không thể phân biệt được một hình xuyến và một tách cà phê, do chúng có thể bị biến dạng liên tục để trở thành vật thể kia.

Tên tuổi của Noether gắn liền với những ý tưởng cơ bản dẫn tới sự phát triển của tô pô đại số từ lĩnh vực xuất hiện trước đó là tô pô tổ hợp, đặc biệt là ý tưởng về nhóm đồng điều. Theo bài viết của Alexandrov, Noether đã tham dự buổi giảng của Heinz Hopf và ông trong mùa hè năm 1926 và 1927, nơi "bà tiếp tục có những phát hiện về các vấn đề rất sâu sắc và tinh tế " và ông viết tiếp rằng,
Khi... bà đầu tiên trở lên quen với cách xây dựng có hệ thống của tô pô tổ hợp, bà ngay lập tức quan sát thấy sẽ rất có ích khi nghiên cứu trực tiếp nhóm các phức đại số và chu trình của một đa diện cho trước và Nhóm con của chu trình nhóm chứa chu trình thuần nhất tới 0; thay vì định nghĩa trước đó bằng Số Betti, bà ngay lập tức đề xuất định nghĩa nhóm Betti như là nhóm (thương) bổ trợ của nhóm của mọi chu trình bằng nhóm con của chu trình thuần nhất tới 0. Sự quan sát này hiện nay dường như là đúng. Nhưng trong các năm (1925–28) điều này hoàn toàn là một quan niệm mới mẻ.
Đề xuất của Noether rằng có thể nghiên cứu tô pô theo phương pháp của đại số đã ngay lập tức được Hopf, Alexandrov, và những người ủng hộ, và nó trở thành chủ đề thảo luận thường xuyên giữa các nhà toán học ở Đại học Göttingen. Noether nhận thấy ý tưởng của bà về nhóm Betti làm cho công thức Euler–Poincaré có thể hiểu một cách dễ hơn, và chính công trình của Hopf về chủ đề này  "mang những dấu ấn nổi bật của Emmy Noether". Noether chỉ đề cập những ý tưởng về tô pô xuất phát từ chính bà trong một chuyện bên lề của một bài báo năm 1926, khi bà trích dẫn tới nó như là một ứng dụng của lý thuyết nhóm.
Cách tiếp cận đại số để nghiên cứu tô pô cũng đã được phát triển một cách độc lập ở Áo. Trong khóa học năm 1926–27 tại Vienna, Leopold Vietoris nêu ra định nghĩa nhóm đồng điều, sau đó được Walther Mayer phát triển thành định nghĩa kiểu tiên đề hóa vào năm 1928.

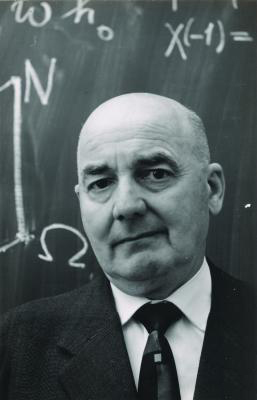
Helmut Hasse nghiên cứu cùng với Noether và những người khác thành lập lên lý thuyết các đại số đơn giản trung tâm.

### Kỷ nguyên thứ ba (1927–35)

#### Số siêu phức và lý thuyết biểu diễn
Nhiều công trình về số siêu phức và biểu diễn nhóm được thực hiện trong thế kỷ 19 và đầu thế kỷ 20, nhưng vẫn còn tản mát. Noether thống nhất các kết quả và đưa ra lý thuyết biểu diễn tổng quát đầu tiên cho nhóm và các đại số. Trong thời gian ngắn, Noether tổng kết cấu trúc lý thuyết đại số kết hợp và lý thuyết biểu diễn nhóm thành lý thuyết số học duy nhất về các mô đun và i đê an trong vành thỏa mãn điều kiện dây chuyền tăng. Công trình này của Noether có ý nghĩa quan trọng cơ bản cho sự phát triển của đại số hiện đại.

#### Đại số không giao hoán
Noether cũng có đóng góp vào một số sự phát triển khác của lĩnh vực đại số. Cùng với Emil Artin, Richard Brauer, và Helmut Hasse, bà lập lên cơ sở của lý thuyết các đại số đơn giản trung tâm.
Noether, Helmut Hasse, và Richard Brauer cùng nhau viết một bài báo kinh điển về đại số phép chia (division algebra), là cơ sở cho những hệ thống đại số nào mà có thể tồn tại phép chia. Họ chứng minh hai định lý quan trọng: định lý cục bộ-toàn cục nói rằng nếu một đại số phép chia trung tâm với số chiều hữu hạn trên một trường số tách một cách cục bộ khắp nơi khi nó tách một cách toàn cục (tức là tầm thường), và từ điều này họ suy ra Hauptsatz ("định lý chính"): mỗi đại số chia trung tâm hữu hạn chiều trên một trường số đại số F là tách trên một mở rộng xiclic cyclotomic. Những định lý này cho phép các nhà toán học phân loại mọi đại số chia trung tâm hữu hạn chiều trên một trường số. Hệ quả của bài báo Noether đó là nó chính là trường hợp đặc biệt của một định lý tổng quát hơn, mọi trường con tối đại của một đại số chia D là trường tách. Bài báo này cũng chứa định lý Skolem–Noether nói rằng hai nhúng mở rộng của một trường k vào một đại số đơn trung tâm hữu hạn chiều trên k là liên hợp với nhau. Định lý Brauer–Noether cho một đặc trưng hóa của trường tách của một đại số chia trung tâm trên một trường.

## Đánh giá, công nhận và tưởng nhớ

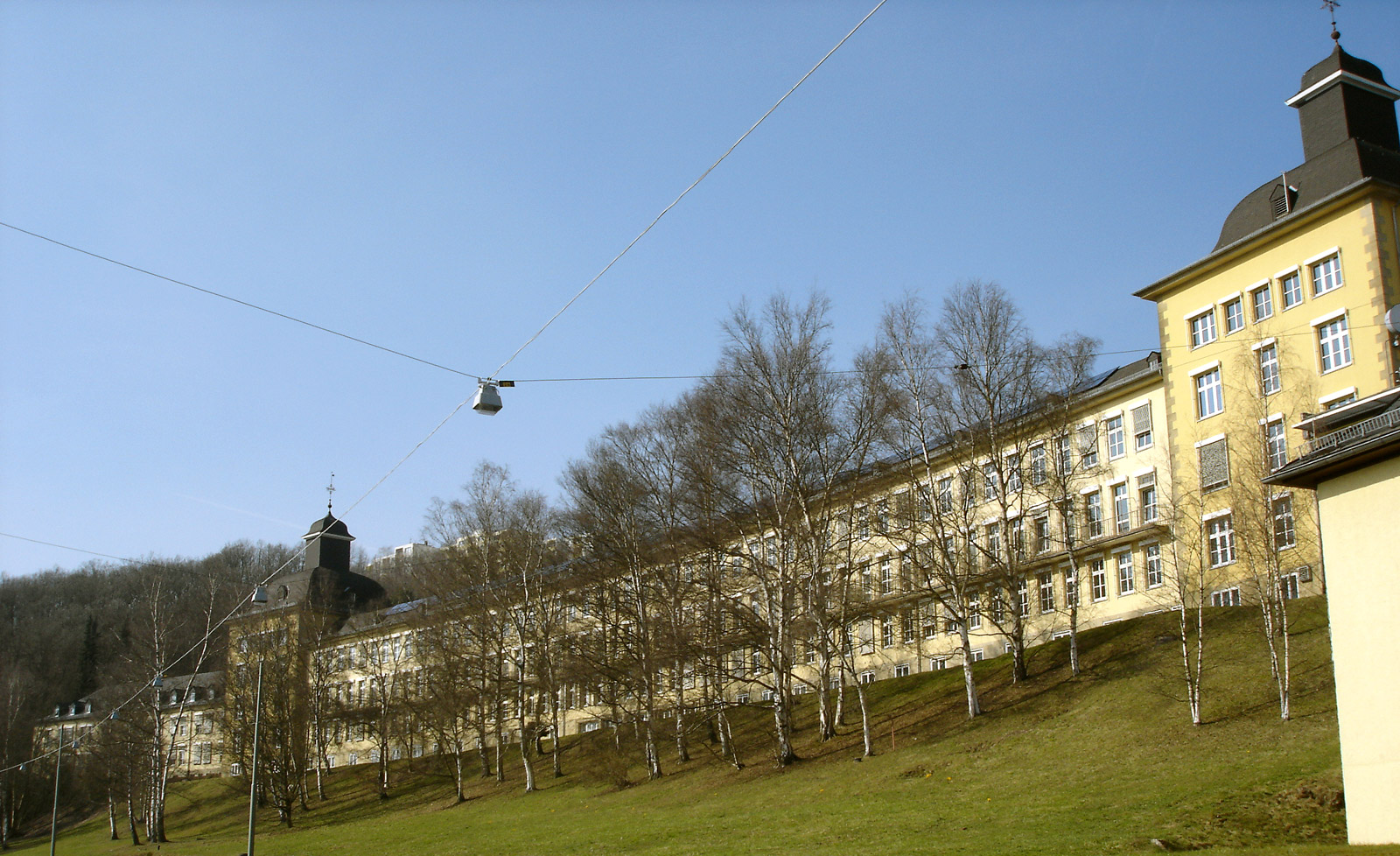
Trường Emmy Noether ở Đại học Siegen là nơi đặt phòng toán học và vật lý của đại học.

Các công trình của Noether tiếp tục có ảnh hưởng đến sự phát triển của vật lý lý thuyết và toán học; và bà vẫn được xếp như là một trong những nhà toán học lớn nhất của thế kỷ 20. Trong bài viết tưởng niệm, nhà đại số và đồng nghiệp BL van der Waerden nói rằng các công trình toán học của bà "vượt xa hẳn sự so sánh với ý nghĩa ban đầu", và Hermann Weyl viết Noether "đã thay đổi bộ mặt của đại số học nhờ các công trình của bà". Trong thời đại của bà và thậm chí cho đến tận ngày nay, các nhà khoa học coi Noether như là nhà nữ toán học lớn nhất trong lịch sử, như nhận xét bởi such as Pavel Alexandrov, Hermann Weyl, và Jean Dieudonné.
Trong lá thư gửi tới tờ The New York Times, Albert Einstein viết:
Trong sự đánh giá những nhà toán học đương thời nổi bật nhất, bà Noether là một trong những thiên tài toán học sáng tạo nhất kể từ thời điểm giáo dục đại học cho phép phụ nữ đi học. Trong lĩnh vực đại số, lĩnh vực mà các nhà toán học đã bận rộn trong nhiều thế kỷ, bà đã khám phá ra phương pháp đã được chứng minh là có sự quan trọng to lớn trong sự phát triển của thế hệ các nhà toán học trẻ hiện nay.

Ngày 2 tháng 1 năm 1935, chỉ vài tháng trước khi bà qua đời, nhà toán học Norbert Wiener viết rằng 
Bà Noether là nhà nữ toán học lớn nhất từ trước tới nay; và là nhà khoa học lớn nhất còn sống từ trước tới nay, mà có thể sánh ngang với Madame Curie.

Tại Triển lãm thế giới năm 1964 dành cho các nhà toán học hiện đại, Noether là phụ nữ duy nhất trong số các nhà toán học uy tín của thế giới hiện đại.
Noether được vinh danh và tưởng nhớ ở một số nơi như,
- Hiệp hội phụ nữ trong toán học trao giải Noether (Noether Lecture) để vinh danh các nhà toán học nữ hàng năm; trong một tờ rơi quảng cáo cho sự kiện vào năm 2005, Hiệp hội đánh giá Noether như là "một trong những nhà toán học lớn nhất thời đại của bà, một người nghiên cứu và đối mặt với những khó khăn cho những gì bà tin tưởng và mến yêu. Cuộc đời và sự nghiệp của bà vẫn còn là nguồn cảm hứng to lớn".[141]
- Để duy trì sự quan tâm của bà tới các sinh viên của mình, đại học Siegen đã thành lập trường Emmy Noether là nơi quy tụ các tòa nhà cho khoa toán và vật lý.[142]
- Quỹ Nghiên cứu Đức (Deutsche Forschungsgemeinschaft) triển khai Chương trình Emmy Noether, một học bổng cung cấp nguồn tài chính hỗ trợ cho các nghiên cứu sinh toán học hậu tiến sĩ cho các nghiên cứu tương lai của họ cũng như cho các hoạt động giảng dạy.[143]
- Một đường phố ở thị trấn quê hương bà, Erlangen, được mang tên Emmy Noether và cha bà Max Noether.
- Ngôi trường phổ thông bà từng theo học ở Erlangen được đổi tên thành trường phổ thông Emmy Noether.[138]

Trong truyện khoa học viễn tưởng, Emmy Nutter, giáo sư vật lý trong cuốn "The God Patent" của Ransom Stephens, là nhân vật dựa trên tính cách của Emmy Noether
Trong thiên văn học,
- Hố va chạm Nöther trên phía xa của bề mặt Mặt Trăng đặt tên theo bà.
- Tiểu hành tinh 7001 Noether mang tên Emmy Noether.[145][146]

## Danh sách sinh viên hướng dẫn
| Sự phân nhánh của các nghiệm phương trình vi phân phi tuyến§ |

| Tập đầy đủ các phương trình trùng phương và bậc ba với ảnh hưởng lên một miền hữu tỉ bất kỳ§ |

| Nghi vấn về số các bước hữu hạn trong lý thuyết i-đê-an của đa thức sử dụng định lý Late Kurt Hentzelt§ |

| Mối liên hệ giữa các i-đê-an của nhiều loại vành§ |

| Về sự tổng quát hóa khái niệm nhóm§ |

| Về lý thuyết vành cơ sở§ |

| Cách giải thích bằng i-đê-an lý thuyết về khả năng biểu diễn số tự nhiên bất kỳ bằng dạng trùng phương§ |

| Về vành khả quy hoàn toàn và vành con§ |

| Về lý thuyết số của hàm đại số§ |

| Về lý thuyết các vành tự đẳng cấu của nhóm Abel và sự tương tự của chúng trong nhóm không giao hoán§ |

| Định lý Riemann-Roch và hàm Zeta đối với các số siêu phức§ |

| Đại số trên các trường hàm§ |

| Về những mối liên hệ xác định giữa số học của hệ thống số siêu phức và trường số đại số§ |

| Trường tách phi Galois của những hệ đơn giản§ |

| Ứng dụng của lý thuyết p-adic trong đại số không giao hoán§ |

## Các chủ đề toán học mang tên bà
| - Noetherian - Nhóm Noether - Vành Noether - Mô đun Noether - Không gian Noether | - Phương pháp quy nạp Noether - Sơ đồ Noether - Bổ đề chuẩn hóa Noether - Bài toán Noether | - Định lý Noether - Định lý Noether thứ hai - Định lý Lasker–Noether - Định lý Skolem–Noether - Định lý Albert–Brauer–Hasse–Noether |

## Dẫn chứng
1. ↑  Emmy là Rufname, cách gọi thứ hai của tên riêng, dùng hàng ngày. Ví dụ trong bản tóm tắt của Noether gửi tới Đại học Erlangen năm 1907 (Tư liệu Đại học Erlangen, Promotionsakt Emmy Noether (1907/08, NR. 2988); in lại trong: Emmy Noether, Gesammelte Abhandlungen – Collected Papers, ed. N. Jacobson 1983; lưu trữ trực tuyến tại physikerinnen.de/noetherlebenslauf.html Lưu trữ ngày 29 tháng 9 năm 2007 tại Wayback Machine). Thỉnh thoảng có người viết một cách hiểu nhầm rằng Emmy là tên gọi ngắn của Amalie, hay "Emily". như trong Smolin, Lee, Special Relativity – Why Can't You Go Faster Than Light?, Edge, Bản gốc lưu trữ ngày 30 tháng 7 năm 2012, truy cập ngày 13 tháng 7 năm 2014, ...Emily Noether, a great German mathematician...
2. 1 2  Einstein, Albert (ngày 1 tháng 5 năm 1935), "Professor Einstein Writes in Appreciation of a Fellow-Mathematician", New York Times (xuất bản ngày 5 tháng 5 năm 1935), truy cập ngày 13 tháng 4 năm 2008. Lưu trực tuyến tại MacTutor History of Mathematics archive.
3. 1 2  Alexandrov 1981, tr. 100.
4. 1 2  Ne'eman, Yuval. "The Impact of Emmy Noether's Theorems on XX1st Century Physics", Teicher 1999, tr. 83–101.
5. ↑  Weyl 1935
6. 1 2  Lederman & Hill 2004, tr. 73.
7. 1 2  Dick 1981, tr. 128
8. ↑  Kimberling 1981, tr. 3–5.
9. 1 2  Osen 1974, tr. 142.
10. ↑  Lederman & Hill 2004, tr. 70–71.
11. ↑  Dick 1981, tr. 7–9.
12. ↑  Dick 1981, tr. 9–10.
13. ↑  Dick 1981, tr. 10–11.
14. ↑  Dick 1981, tr. 25, 45.
15. ↑  Kimberling, tr. 5.
16. ↑  Kimberling 1981, tr. 10.
17. ↑  Dick 1981, tr. 11–12.
18. ↑  Kimberling 1981, tr. 8–10.
19. ↑  Lederman & Hill 2004, tr. 71.
20. ↑  Kimberling 1981, tr. 10–11.
21. ↑  Dick 1981, tr. 13–17.
22. ↑  Lederman & Hill 2004, tr. 71 viết rằng bà hoàn thành luận án ở Göttingen, nhưng có lẽ điều này không đúng.
23. 1 2  Kimberling 1981, tr. 11–12.
24. ↑  Dick 1981, tr. 18–24.
25. ↑  Osen 1974, tr. 143.
26. 1 2  Kimberling 1981, tr. 14.
27. 1 2  Dick 1981, tr. 32.
28. 1 2 3  Osen 1974, tr. 144–45.
29. 1 2 3  Lederman & Hill 2004, tr. 72.
30. ↑  Dick 1981, tr. 24–26.
31. 1 2  Dick 1981, tr. 188.
32. ↑  Kimberling 1981, tr. 14–18.
33. ↑  Osen 1974, tr. 145.
34. ↑  Dick 1981, tr. 33–34.
35. 1 2  Kimberling 1981, tr. 18.
36. ↑  Dick 1981, tr. 44–45.
37. ↑  Osen 1974, tr. 145–46.
38. ↑  Van der Waerden 1935, tr. 100.
39. ↑  Dick 1981, tr. 57–58.
40. ↑  Kimberling 1981, tr. 19.
41. 1 2  Lederman & Hill 2004, tr. 74.
42. ↑  Osen 1974, tr. 148.
43. ↑  Kimberling 1981, tr. 24–25.
44. ↑  Dick 1981, tr. 61–63.
45. ↑  Alexandrov 1981, tr. 100, 107.
46. ↑  Dick 1981, tr. 51.
47. ↑  Dick 1981, tr. 53–57.
48. ↑  Dick 1981, tr. 37–49.
49. ↑  Van der Waerden 1935, tr. 98.
50. ↑  Dick 1981, tr. 46–48.
51. ↑  Taussky 1981, tr. 80.
52. ↑  Dick 1981, tr. 40–41.
53. ↑  Scharlau, W. "Emmy Noether's Contributions to the Theory of Algebras" in Teicher 1999, tr. 49.
54. ↑  Mac Lane 1981, tr. 77.
55. ↑  Dick 1981, tr. 37.
56. ↑  Dick 1981, tr. 38–41.
57. ↑  Mac Lane 1981, tr. 71.
58. ↑  Dick 1981, tr. 76.
59. ↑  Dick 1981, tr. 63–64.
60. ↑  Kimberling 1981, tr. 26.
61. ↑  Alexandrov 1981, tr. 108–10.
62. 1 2  Alexandrov 1981, tr. 106–9.
63. ↑  Osen 1974, tr. 150.
64. ↑  Dick 1981, tr. 82–83.
65. ↑  "Emmy Amalie Noether" (biography). UK: St And. Bản gốc lưu trữ ngày 11 tháng 5 năm 2019. Truy cập ngày 4 tháng 9 năm 2008.
66. 1 2  Dick 1981, tr. 72–73.
67. 1 2 3  Kimberling 1981, tr. 26–27.
68. ↑  Hasse 1933, tr. 731.
69. ↑  Dick 1981, tr. 74–75.
70. 1 2  Kimberling 1981, tr. 29.
71. 1 2 3  Dick 1981, tr. 75–76.
72. 1 2 3  Kimberling 1981, tr. 28–29.
73. ↑  Dick 1981, tr. 78–79.
74. ↑  Kimberling 1981, tr. 30–31.
75. ↑  Kimberling 1981, tr. 32–33.
76. ↑  Dick 1981, tr. 80.
77. ↑  Dick 1981, tr. 80–81.
78. ↑  Dick 1981, tr. 81–82.
79. ↑  Dick 1981, tr. 81.
80. ↑  Osen 1974, tr. 151.
81. ↑  Dick 1981, tr. 83.
82. ↑  Dick 1981, tr. 82.
83. ↑  Kimberling 1981, tr. 34.
84. 1 2  Kimberling 1981, tr. 37–38.
85. ↑  Kimberling 1981, tr. 39.
86. ↑  Osen 1974, tr. 148–49.
87. ↑  Gilmer 1981, tr. 131.
88. ↑  Kimberling 1981, tr. 10–23.
89. ↑  C. F. Gauss, Theoria residuorum biquadraticorum. Commentatio secunda., Comm. Soc. Reg. Sci. Göttingen 7 (1832) 1-34; reprinted in Werke, Georg Olms Verlag, Hildesheim, 1973, pp. 93–148.
90. ↑  G.E. Noether 1986, tr. 168.
91. ↑  Dicke 1981, tr. 101.
92. ↑  Noether 1908
93. ↑  Noether 1914, tr. 11.
94. ↑  Gordan 1870.
95. ↑  Weyl 1944, tr. 618–21.
96. ↑  Hilbert 1890, tr. 531.
97. ↑  Hilbert 1890, tr. 532.
98. ↑  Noether 1918.
99. ↑  Noether 1913.
100. ↑  Swan 1969, tr. 148.
101. ↑  Malle & Matzat 1999.
102. ↑  Noether 1918b
103. ↑  Kimberling 1981, tr. 13.
104. ↑  Lederman & Hill 2004, tr. 97–116.
105. ↑  Noether 1921.
106. 1 2  Gilmer 1981, tr. 133.
107. ↑  Noether 1927.
108. ↑  Noether 1923.
109. ↑  Noether 1923b.
110. ↑  Noether 1924.
111. ↑  Noether 1915.
112. ↑  Fleischmann 2000, tr. 24.
113. ↑  Fleischmann 2000, tr. 25.
114. ↑  Fogarty 2001, tr. 5.
115. ↑  Noether 1926.
116. ↑  Habousch 1975.
117. ↑  Hilton 1988, tr. 284.
118. ↑  Dick 1981, tr. 173.
119. ↑  Dick 1981, tr. 174
120. ↑  Dick 1981, tr. 174.
121. ↑  Hirzebruch, Friedrich. "Emmy Noether and Topology" in Teicher 1999, tr. 57–61.
122. ↑  Hopf 1928.
123. ↑  Dick 1981, tr. 174–75.
124. ↑  Noether 1926b.
125. ↑  Hirzebruch, Friedrich, "Emmy Noether and Topology" in Teicher 1999, tr. 63.
126. ↑  Hirzebruch, Friedrich, "Emmy Noether and Topology" in Teicher 1999, tr. 61–63.
127. ↑  Noether 1929.
128. ↑  van der Waerden 1985, tr. 244.
129. ↑  Lam 1981, tr. 152–53.
130. ↑  Brauer, Hasse & Noether 1932.
131. ↑  Noether 1933.
132. ↑  Brauer & Noether 1927.
133. ↑  Dick 1981, tr. 100.
134. ↑  Osen 1974, tr. 152.
135. ↑  James 2002, tr. 321.
136. ↑  Dick 1981, tr. 154.
137. ↑  Dick 1981, tr. 152.
138. 1 2  Noether 1987, tr. 167.
139. ↑  Kimberling 1981, tr. 35.
140. ↑  Duchin, Moon (tháng 12 năm 2004), The Sexual Politics of Genius (PDF), University of Chicago, truy cập ngày 8 tháng 2 năm 2015 (ngày sinh của Noether).
141. ↑  "Profiles of Women in Mathematics", The Emmy Noether Lectures, Association for Women in Mathematics, 2005, Bản gốc lưu trữ ngày 23 tháng 5 năm 2011, truy cập ngày 13 tháng 4 năm 2008
142. ↑  Emmy-Noether-Campus, DE: Universität Siegen, truy cập ngày 8 tháng 2 năm 2015
143. ↑  "Emmy Noether Programme: In Brief" Lưu trữ ngày 8 tháng 2 năm 2015 tại Wayback Machine. Research Funding. Deutsche Forschungsgemeinschaft. n.d. Truy cập ngày 08 tháng 2 năm 2015.
144. ↑  Stephens, Ransom, The God Patent, Bản gốc lưu trữ ngày 2 tháng 8 năm 2014, truy cập ngày 30 tháng 8 năm 2014
145. ↑  Schmadel 2003, tr. 570.
146. ↑  Blue, Jennifer. Gazetteer of Planetary Nomenclature. USGS. ngày 25 tháng 7 năm 2007. Truy cập ngày 13 tháng 4 năm 2008.

### Các bài báo của Emmy Noether (bằng tiếng Đức)
- Noether, Emmy (1907), "Über die Bildung des Formensystems der ternären biquadratischen Form" [On Complete Systems of Invariants for Ternary Biquadratic Forms], Journal für die reine und angewandte Mathematik (bằng tiếng Đức), 39, DE: Uni Göttingen: 176–179 and two tables.
- Noether, Emmy (1908), "Über die Bildung des Formensystems der ternären biquadratischen Form" [On Complete Systems of Invariants for Ternary Biquadratic Forms], Journal für die reine und angewandte Mathematik (bằng tiếng Đức), 134, DE: Uni Göttingen: 23–90 and two tables, Bản gốc lưu trữ ngày 8 tháng 3 năm 2013, truy cập ngày 30 tháng 8 năm 2014.
- ——— (1913), "Rationale Funktionenkörper" [Rational Function Fields], J. Ber. D. DMV (bằng tiếng Đức), 22, DE: Uni Göttingen: 316–19.
- ——— (1915), "Der Endlichkeitssatz der Invarianten endlicher Gruppen" [The Finiteness Theorem for Invariants of Finite Groups], Mathematische Annalen (bằng tiếng Đức), 77, DE: Digizeitschriften: 89–92, doi:10.1007/BF01456821
- ——— (1918), "Gleichungen mit vorgeschriebener Gruppe" [Equations with Prescribed Group], Mathematische Annalen (bằng tiếng Đức), 78: 221–29, doi:10.1007/BF01457099.
- ——— (1918b), "Invariante Variationsprobleme" [Invariant Variation Problems], Nachr. D. König. Gesellsch. D. Wiss. (bằng tiếng Đức), 1918, Göttingen: Math-phys. Klasse: 235–57. English translation by M. A. Tavel (1918), arXiv:physics/0503066.
- ——— (1921), "Idealtheorie in Ringbereichen" [The Theory of Ideals in Ring Domains], Mathematische Annalen (bằng tiếng Đức), 83 (1), Metapress, ISSN 0025-5831, Bản gốc (PDF) lưu trữ ngày 3 tháng 9 năm 2014, truy cập ngày 30 tháng 8 năm 2014.
- ——— (1923), "Zur Theorie der Polynomideale und Resultanten", Mathematische Annalen (bằng tiếng Đức), 88, DE: Digizeitschriften: 53–79, doi:10.1007/BF01448441.
- ——— (1923b), "Eliminationstheorie und allgemeine Idealtheorie", Mathematische Annalen (bằng tiếng Đức), 90 (3–4), DE: Digizeitschriften: 229–61, doi:10.1007/BF01455443.
- ——— (1924), "Eliminationstheorie und Idealtheorie", Jahresbericht der Deutschen Mathematiker-Vereinigung (bằng tiếng Đức), 33, DE: Uni Göttingen: 116–20.
- ——— (1926), "Der Endlichkeitsatz der Invarianten endlicher linearer Gruppen der Charakteristik p" [Proof of the Finiteness of the Invariants of Finite Linear Groups of Characteristic p], Nachr. Ges. Wiss (bằng tiếng Đức), DE: Uni Göttingen: 28–35.
- ——— (1926b), "Ableitung der Elementarteilertheorie aus der Gruppentheorie" [Derivation of the Theory of Elementary Divisor from Group Theory], Jahresbericht der Deutschen Mathematiker-Vereinigung (bằng tiếng Đức), 34 (Abt. 2), DE: Digizeitschriften: 104.
- ——— (1927), "Abstrakter Aufbau der Idealtheorie in algebraischen Zahl- und Funktionenkörpern" [Abstract Structure of the Theory of Ideals in Algebraic Number Fields] (PDF), Mathematische Annalen (bằng tiếng Đức), 96 (1), Metapress: 26–61, doi:10.1007/BF01209152.
- Brauer, Richard; Noether, Emmy (1927), "Über minimale Zerfällungskörper irreduzibler Darstellungen" [On the Minimum Splitting Fields of Irreducible Representations], Sitz. Ber. D. Preuss. Akad. D. Wiss. (bằng tiếng Đức): 221–28.
- Noether, Emmy (1929), "Hyperkomplexe Größen und Darstellungstheorie" [Hypercomplex Quantities and the Theory of Representations], Mathematische Annalen (bằng tiếng Đức), 30: 641–92, doi:10.1007/BF01187794.
- Brauer, Richard; Hasse, Helmut; Noether, Emmy (1932), "Beweis eines Hauptsatzes in der Theorie der Algebren" [Proof of a Main Theorem in the Theory of Algebras], Journal für Math. (bằng tiếng Đức), 167, DE: Uni Göttingen: 399–404.
- Noether, Emmy (1933), "Nichtkommutative Algebren" [Noncommutative Algebras], Mathematische Zeitschrift (bằng tiếng Đức), 37: 514–41, doi:10.1007/BF01474591.
- ——— (1983), Jacobson, Nathan (biên tập), Gesammelte Abhandlungen [Collected papers] (bằng tiếng Đức), Berlin, New York: Springer-Verlag, tr. viii, 777, ISBN 3-540-11504-8, MR 0703862.

### Các nguồn khác
- Alexandrov, Pavel S. (1981), "In Memory of Emmy Noether", trong Brewer, James W; Smith, Martha K (biên tập), Emmy Noether: A Tribute to Her Life and Work, New York: Marcel Dekker, tr. 99–111, ISBN 0-8247-1550-0.
- Blue, Meredith (2001), Galois Theory and Noether's Problem (PDF), Thirty-Fourth Annual Meeting: Florida Section of The Mathematical Association of America.
- Byers, Nina (1998), "E. Noether's Discovery of the Deep Connection Between Symmetries and Conservation Laws", Proceedings of a Symposium on the Heritage of Emmy Noether, IL: Bar-Ilan University, arXiv:physics/9807044.
- Byers, Nina (2006), "Emmy Noether", trong Byers, Nina; Williams, Gary (biên tập), Out of the Shadows: Contributions of 20th Century Women to Physics, Cambridge: Cambridge University Press, ISBN 0-521-82197-5.
- Dick, Auguste (1981), Emmy Noether: 1882–1935, Boston: Birkhäuser, ISBN 3-7643-3019-8. Trans. H. I. Blocher.
- Fleischmann, Peter (2000), "The Noether bound in invariant theory of finite groups", Advances in Mathematics, 156 (1): 23–32, doi:10.1006/aima.2000.1952, MR 1800251.
- Fogarty, John (2001), "On Noether's bound for polynomial invariants of a finite group", Electronic Research Announcements of the American Mathematical Society, 7 (2): 5–7, doi:10.1090/S1079-6762-01-00088-9, MR 1826990, truy cập ngày 16 tháng 6 năm 2008
- Gilmer, Robert (1981), "Commutative Ring Theory", trong Brewer, James W; Smith, Martha K (biên tập), Emmy Noether: A Tribute to Her Life and Work, New York: Marcel Dekker, tr. 131–43, ISBN 0-8247-1550-0.
- Gordan, Paul (1870), "Die simultanen Systeme binärer Formen", Mathematische Annalen (bằng tiếng Đức), 2 (2): 227–280, doi:10.1007/BF01444021, Bản gốc lưu trữ ngày 3 tháng 9 năm 2014, truy cập ngày 30 tháng 8 năm 2014.
- Haboush, WJ (1975), "Reductive groups are geometrically reductive", Ann. Math., 102 (1), The Annals of Mathematics, Vol. 102, No. 1: 67–83, doi:10.2307/1970974, JSTOR 1970974.
- Hasse, Helmut (1933), "Die Struktur der R. Brauerschen Algebrenklassengruppe über einem algebraischen Zahlkörper", Mathematische Annalen (bằng tiếng Đức), 107: 731–760, doi:10.1007/BF01448916, Bản gốc lưu trữ ngày 5 tháng 3 năm 2016, truy cập ngày 30 tháng 8 năm 2014.
- Hilbert, David (tháng 12 năm 1890), "Ueber die Theorie der algebraischen Formen", Mathematische Annalen (bằng tiếng Đức), 36 (4): 473–534, doi:10.1007/BF01208503, Bản gốc lưu trữ ngày 3 tháng 9 năm 2014, truy cập ngày 30 tháng 8 năm 2014.
- Hilton, Peter (1988), "A Brief, Subjective History of Homology and Homotopy Theory in This Century", Mathematics Magazine, 60 (5): 282–91, JSTOR 2689545?
- Hopf, Heinz (1928), "Eine Verallgemeinerung der Euler-Poincaréschen Formel", Nachrichten von der Gesellschaft der Wissenschaften zu Göttingen. Mathematisch-Physikalische Klasse (bằng tiếng Đức), 2: 127–36.
- James, Ioan (2002), Remarkable Mathematicians from Euler to von Neumann, Cambridge: Cambridge University Press, ISBN 0-521-81777-3.
- Kimberling, Clark (1981), "Emmy Noether and Her Influence", trong Brewer, James W; Smith, Martha K (biên tập), Emmy Noether: A Tribute to Her Life and Work, New York: Marcel Dekker, tr. 3–61, ISBN 0-8247-1550-0.
- Lam, Tsit Yuen (1981), "Representation Theory", trong Brewer, James W; Smith, Martha K (biên tập), Emmy Noether: A Tribute to Her Life and Work, New York: Marcel Dekker, tr. 145–56, ISBN 0-8247-1550-0.
- Lederman, Leon M.; Hill, Christopher T (2004), Symmetry and the Beautiful Universe, Amherst: Prometheus Books, ISBN 1-59102-242-8.
- Mac Lane, Saunders (1981), "Mathematics at the University of Göttingen 1831–1933", trong Brewer, James W; Smith, Martha K (biên tập), Emmy Noether: A Tribute to Her Life and Work, New York: Marcel Dekker, tr. 65–78, ISBN 0-8247-1550-0.
- Malle, Gunter; Matzat, Bernd Heinrich (1999), Inverse Galois theory, Springer Monographs in Mathematics, Berlin, New York: Springer-Verlag, ISBN 978-3-540-62890-3, MR 1711577.
- Noether, Gottfried E (1987), Grinstein, LS; Campbell, PJ (biên tập), Women of Mathematics, New York: Greenwood press, ISBN 0-313-24849-4.
- Noether, Max (1914), "Paul Gordan", Mathematische Annalen, 75 (1): 1–41, doi:10.1007/BF01564521, Bản gốc lưu trữ ngày 4 tháng 9 năm 2014, truy cập ngày 30 tháng 8 năm 2014.
- Osen, Lynn M. (1974), "Emmy (Amalie) Noether", Women in Mathematics, MIT Press, tr. 141–52, ISBN 0-262-15014-X.
- Schmadel, Lutz D (2003), Dictionary of Minor Planet Names (ấn bản thứ 5), Berlin: Springer-Verlag, ISBN 3-540-00238-3.
- Swan, Richard G (1969), "Invariant rational functions and a problem of Steenrod", Inventiones Mathematicae, 7 (2): 148–158, doi:10.1007/BF01389798.
- Taussky, Olga (1981), "My Personal Recollections of Emmy Noether", trong Brewer, James W; Smith, Martha K (biên tập), Emmy Noether: A Tribute to Her Life and Work, New York: Marcel Dekker, tr. 79–92, ISBN 0-8247-1550-0.
- Teicher, M. (ed.) (1999), The Heritage of Emmy Noether, Israel Mathematical Conference Proceedings, Bar-Ilan University, American Mathematical Society, Oxford University Press, ISBN 978-0-19-851045-1, OCLC 223099225 {{Chú thích}}: |first= có tên chung (trợ giúp)
- van der Waerden, B.L. (1935), "Nachruf auf Emmy Noether" [obituary of Emmy Noether], Mathematische Annalen (bằng tiếng Đức), 111: 469–74, doi:10.1007/BF01472233, Bản gốc lưu trữ ngày 3 tháng 9 năm 2014, truy cập ngày 30 tháng 8 năm 2014. Reprinted in Dick 1981.
- ——— (1985), A History of Algebra: from al-Khwārizmī to Emmy Noether, Berlin: Springer-Verlag, ISBN 0-387-13610-X.
- Weyl, Hermann (1935), "Emmy Noether", Scripta Mathematica, 3 (3): 201–220, reprinted as an appendix to Dick (1981).
- Weyl, Hermann (1944), "David Hilbert and his mathematical work", Bulletin of the American Mathematical Society, 50 (9): 612–654, doi:10.1090/S0002-9904-1944-08178-0, MR 0011274.